# ZiL
A Zil (Zavod Imeni Likhachova) (em russo: ЗиЛ (Завод имени Лихачёва), e também OJSC AMO ZiL é uma fabricante de limusines, veículos militares, ônibus, carros e caminhões russa.

## História
A fabricante foi fundada em 1916 como Avtomobilnoe Moskovskoe Obshchestvo (Автомобильное Московское Общество). Os planos eram para produzir sob licença o caminhão Fiat F-15. Por causa da Revolução de Outubro e da subsequente Guerra Civil Russa levou até novembro de 1924 a produzir o primeiro veículo, a AMO-F-15.
Em 1931, a fábrica foi re-equipada e expandiu-se com a ajuda da americana AJ Brandt Co., e mudou seu nome para Zavod Imeni Stalina (ZIS ou ZiS). Após Nikita Khrushchev denunciar o culto da personalidade de Joseph Stalin em 1956, o nome foi alterado novamente para Zavod Imeni Likhachova.

## Produtos

### Executivos e Limusinas
- ZIS-101 - (1936)
- ZIS-102 - (1938, versão conversível do ZIS-101)
- ZIS-110 - (1942)
- ZIS-115 - (versão blindada do ZIL-110)
- ZIL MZ - (protótipo de sub-compacto conversível, 1962)
- ZIL-111 - (1958)
- ZIL-111G - (1962)
- ZIL-114 (1965)
- ZIL-115 (1972)
- ZIL-117 (1969, versão menor do ZIL-114)
- ZIL-4102 (protótipo, 1988)
- ZIL-4104 (1978)
- ZIL-4105 (1988, versão blindado do ZIL-41047)
- ZIL-41041 (1985, versão cinco lugares do ZIL-41047)
- ZIL-41042 (versão perua do ZIL-4104)
- ZIL-41044 (versão conversível do ZIL-4104)
- ZIL-41045 (1983, atualização do ZIL-4104)
- ZIL-41047 (1985)
- ZIL-41072 (1988, versão de escolta do ZIL-41047)
- ZIL-4112R (2012)

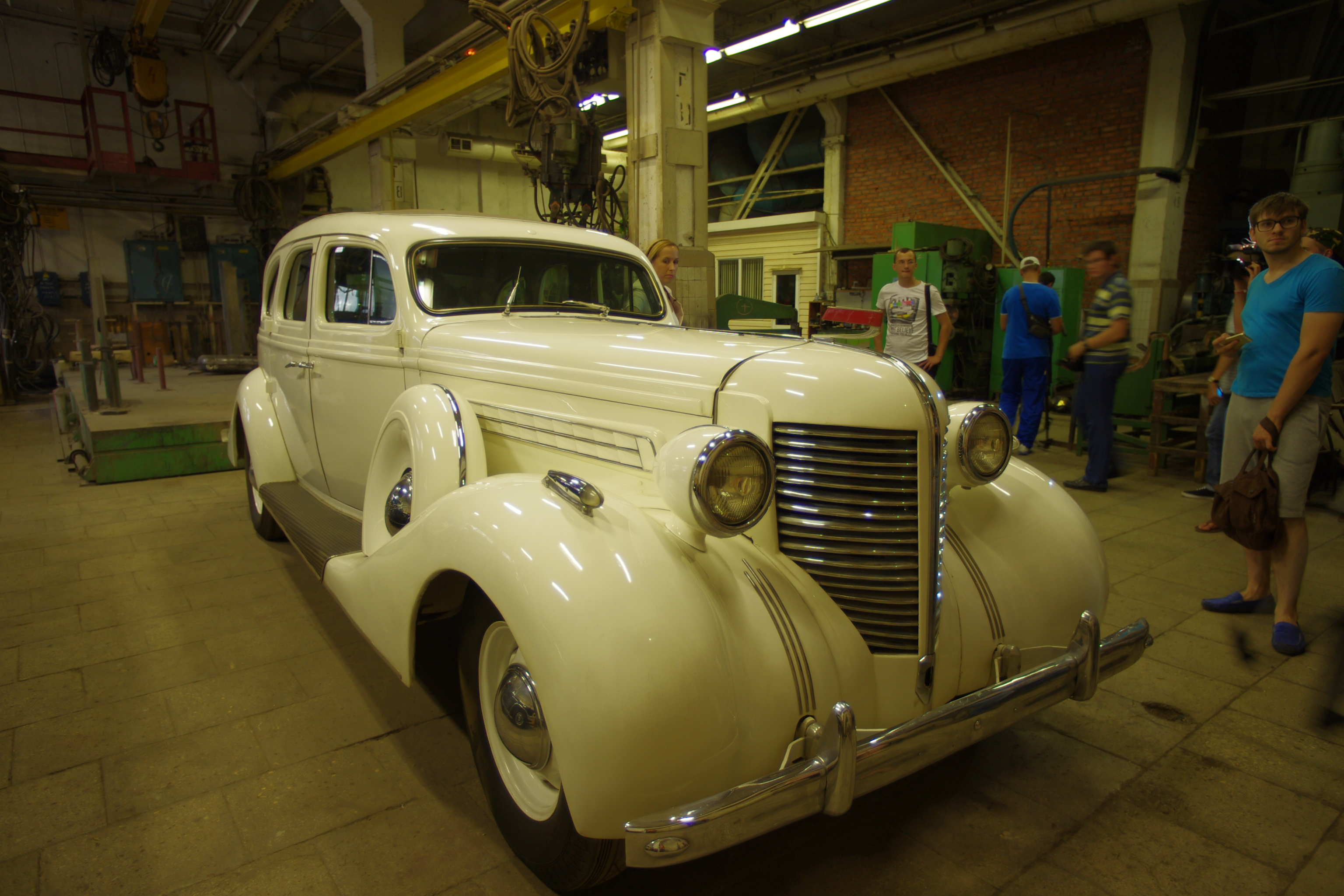
ZIS-101
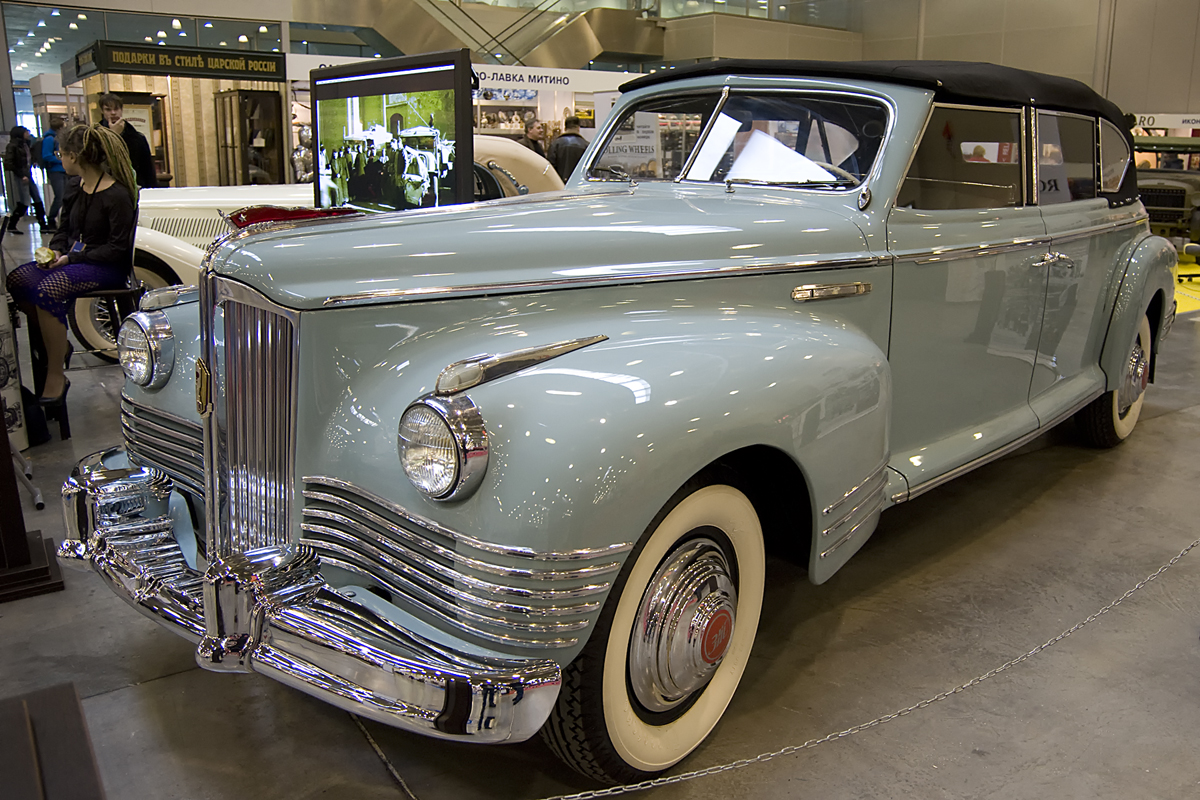
ZIS-110
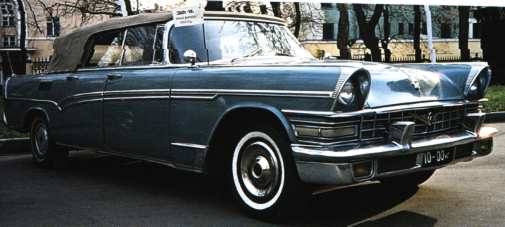
ZIL-111V conversível
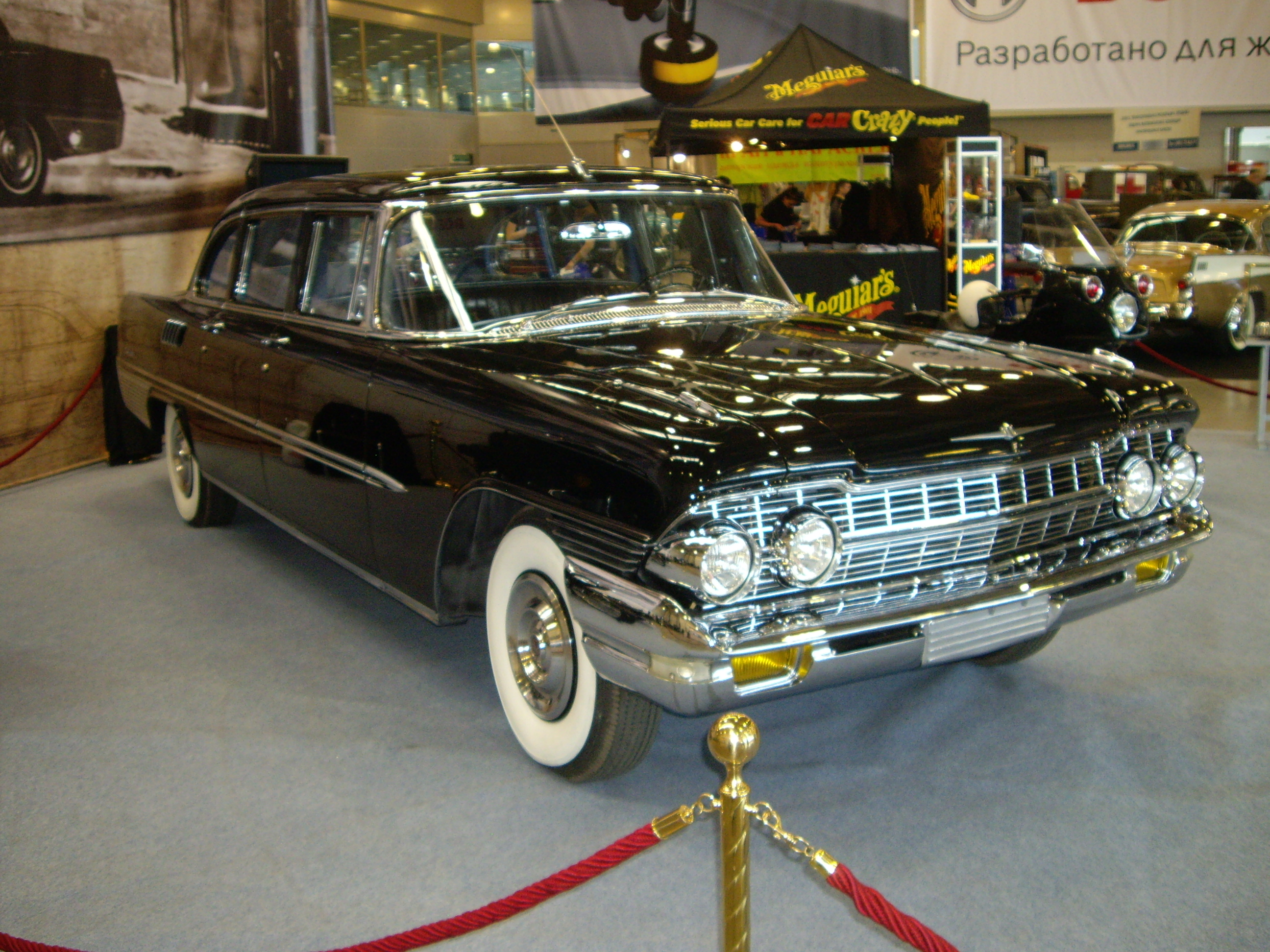
ZIL-111G
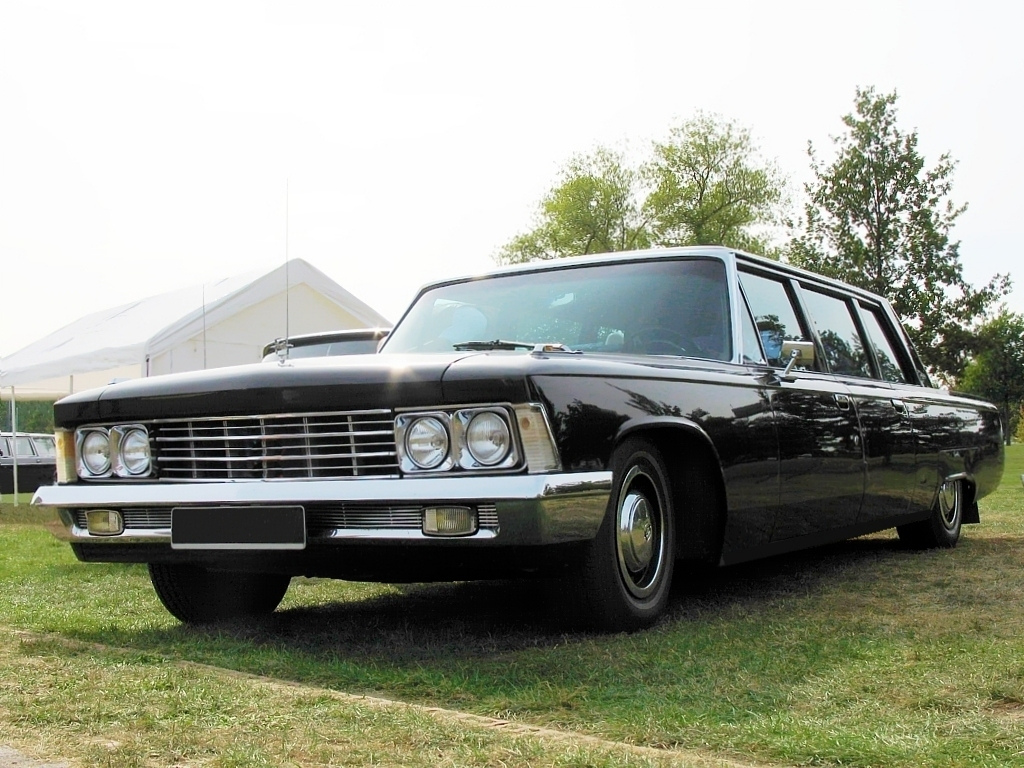
ZIL-114
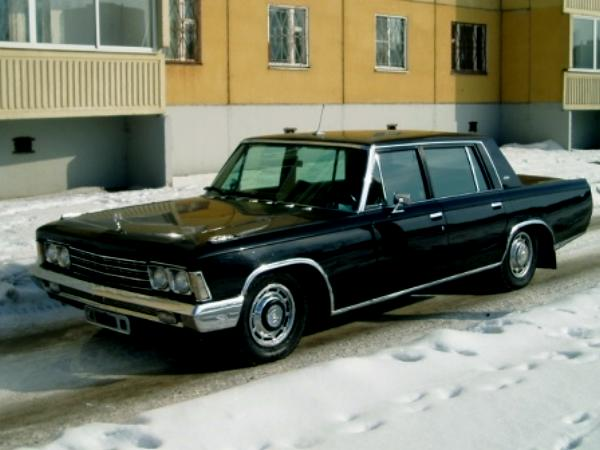
ZIL-117
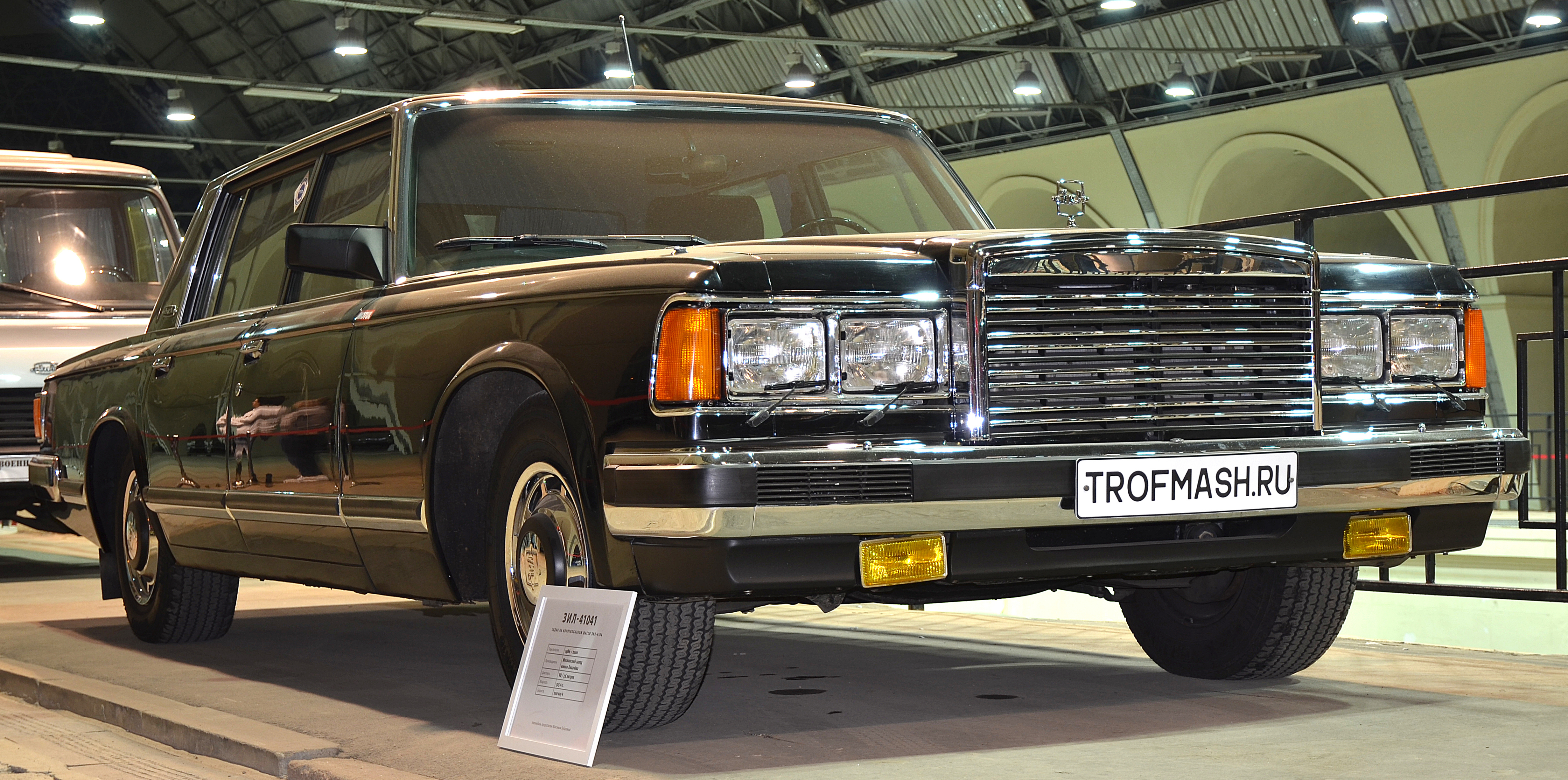
ZIL-41041
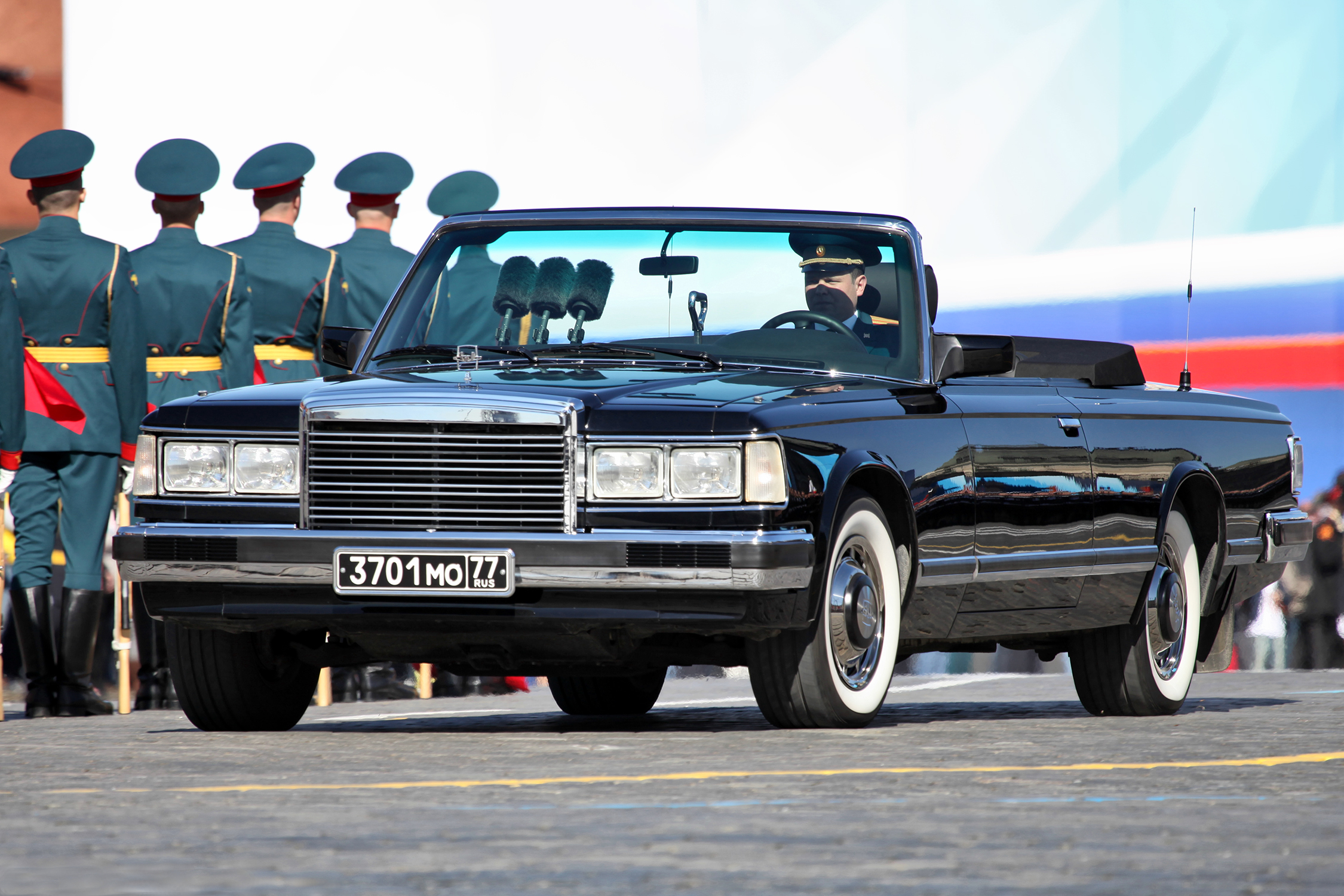
ZIL-41044
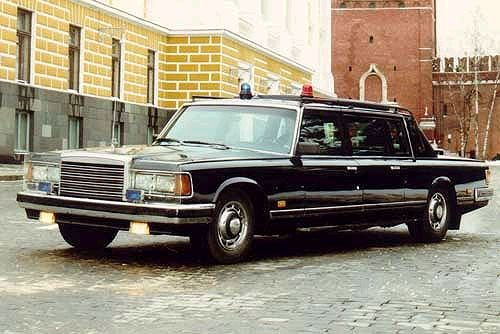
ZIL-41047
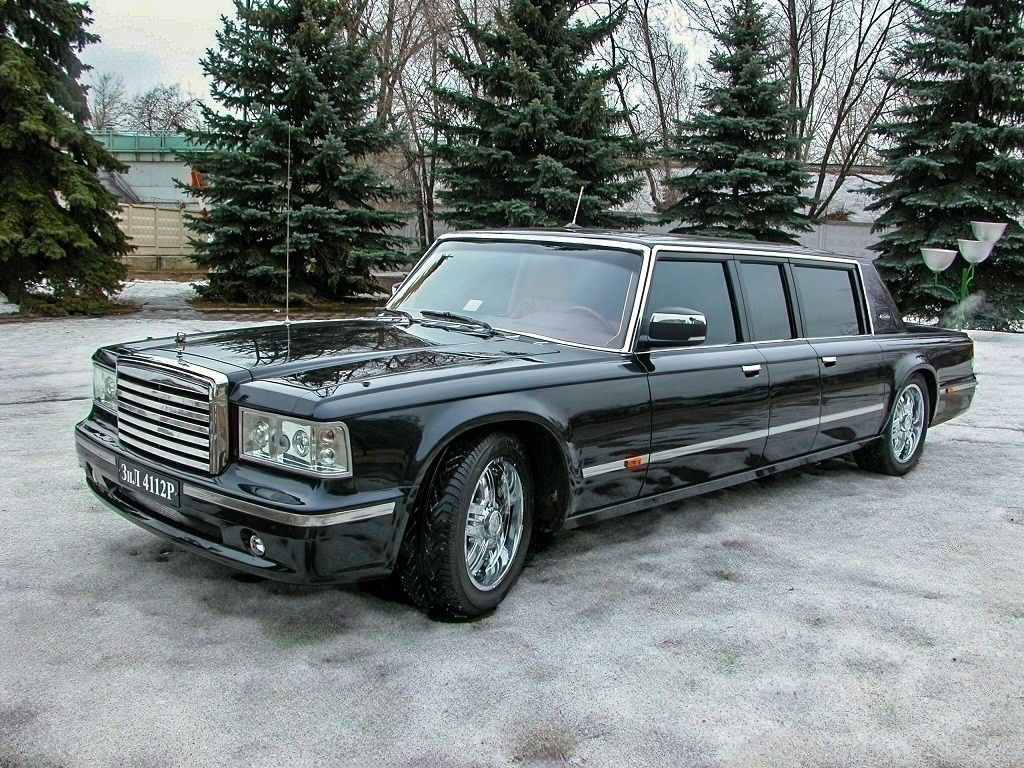
ZIL-4112R

### Caminhões

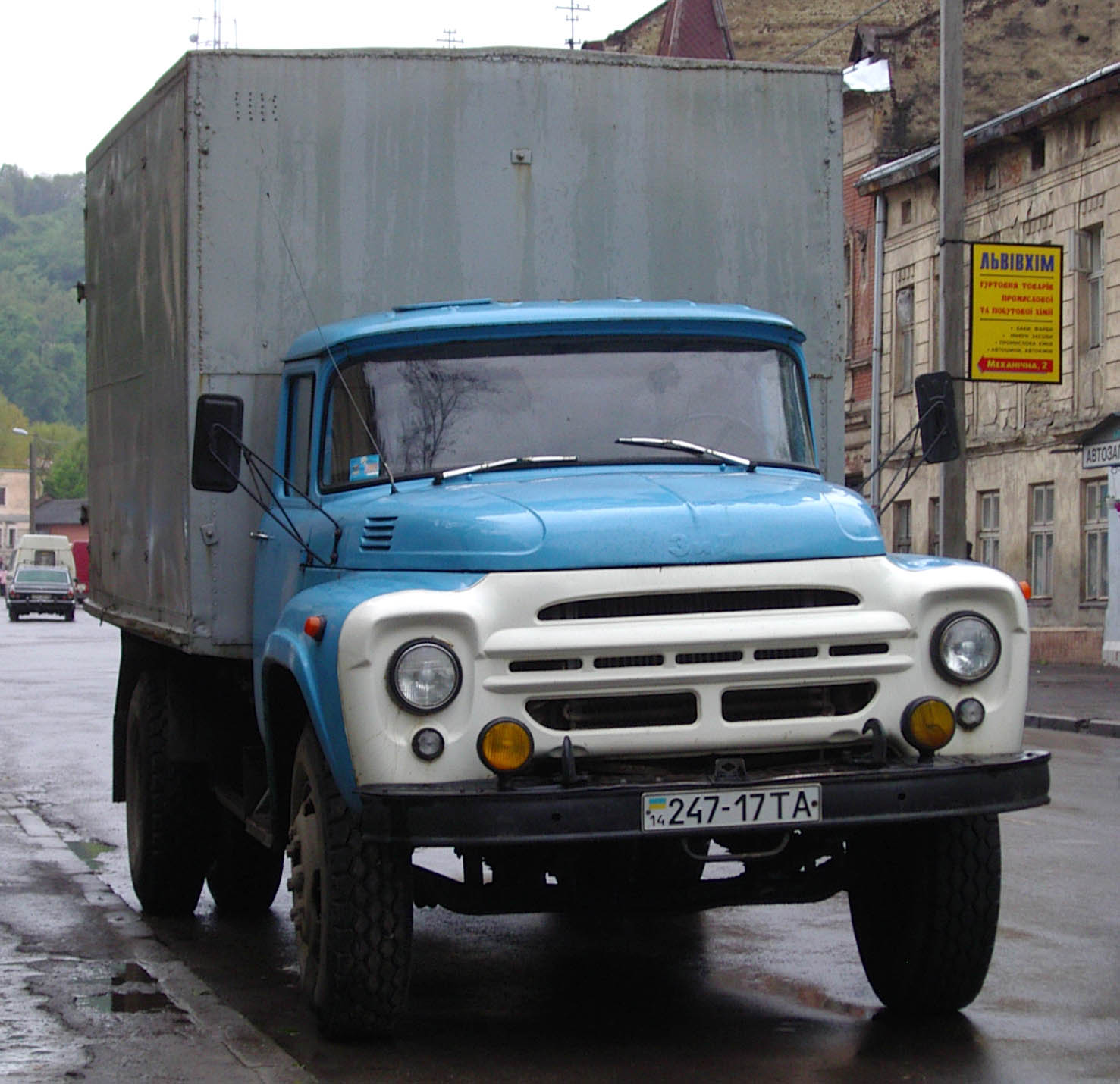
ZIL-130

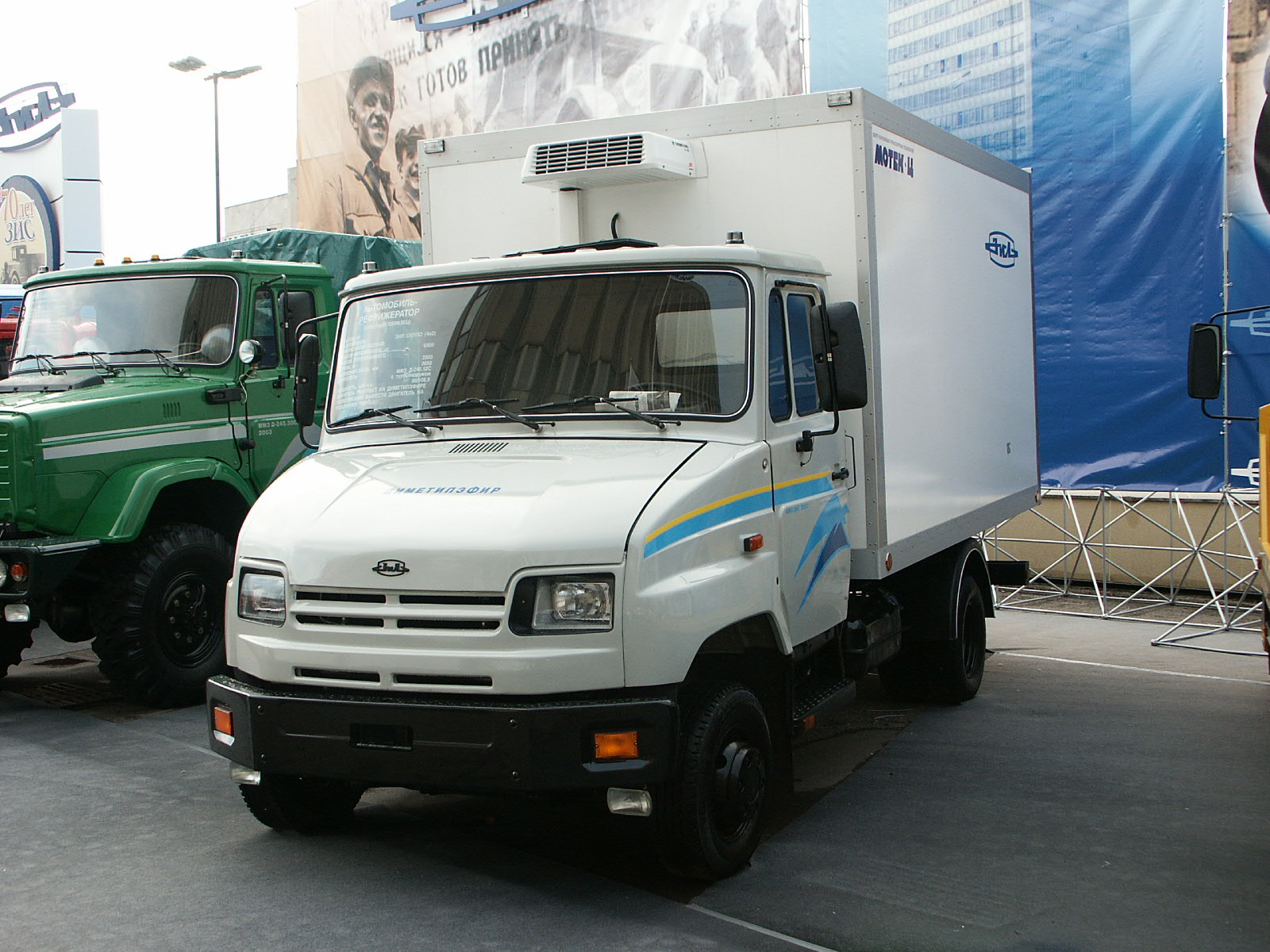
ZIL-5301 Bychok ("Bull")

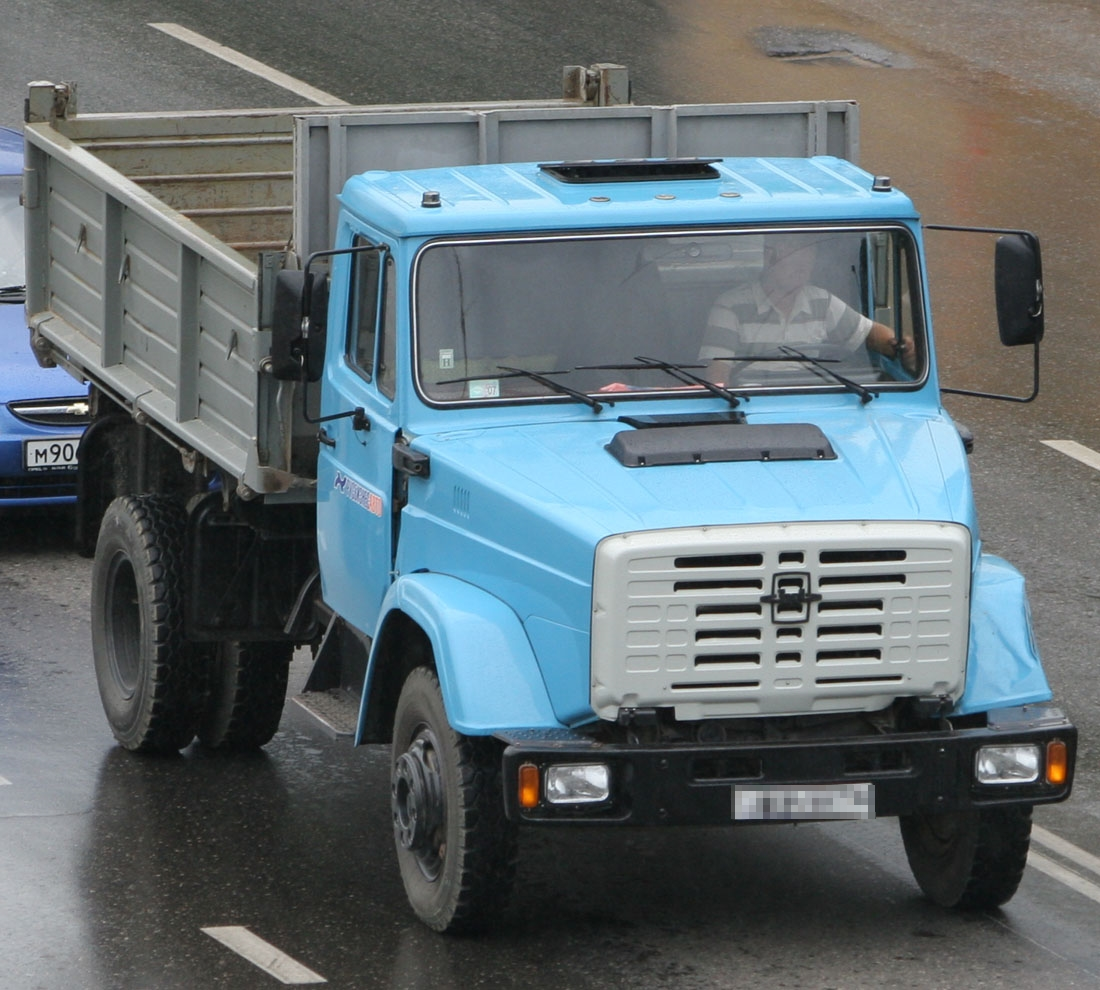
ZIL-4331

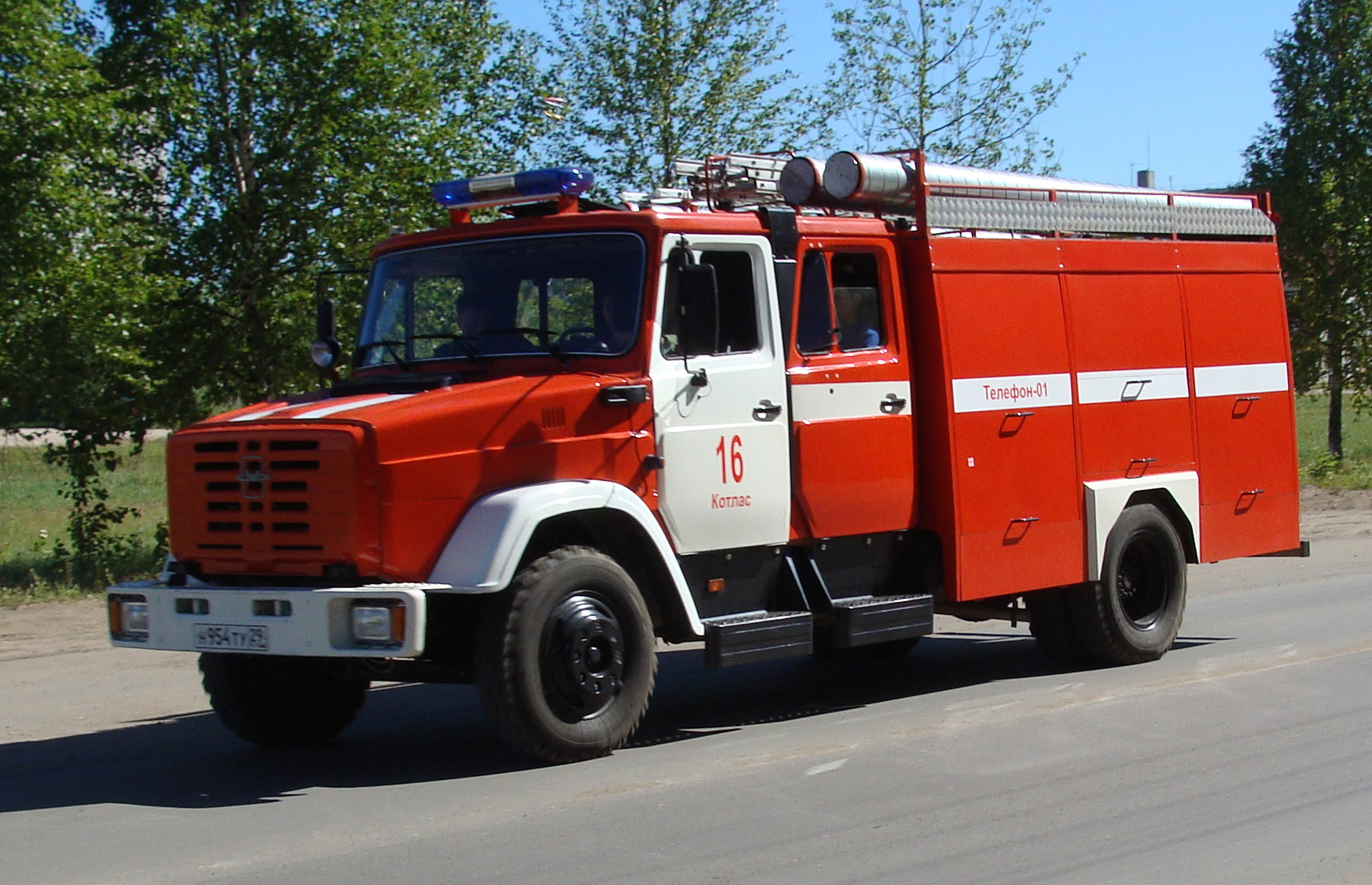
Caminhão de bombeiros AC 3.2-40 (ZIL-4331)

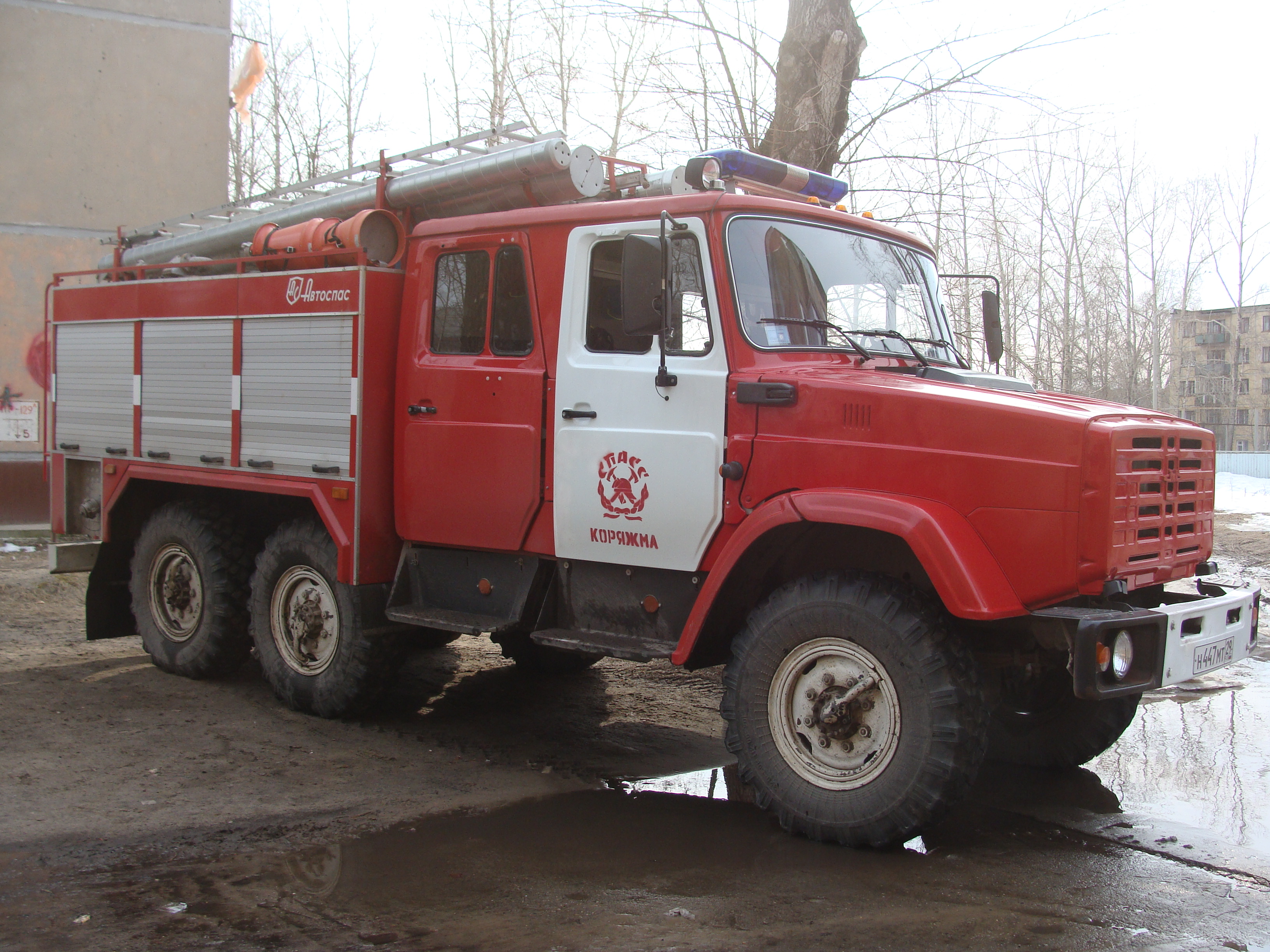
Caminhão de bombeiros AC 3,0-40 (ZIL-4334)

- AMO-F-15 - (1924, construído em conjunto com a Fiat, baseado no Fiat F-15 ter)
- ru:АМО-2 (1930)
- AMO-3 - (1931)
- AMO-7 (1932, protótipo de cavalo-mecânico baseado no AMO-3)
- ZIS-5, ZIS-6 - (cópia de 1934 do caminhão estadunidense Autocar 2 10-cwt)
  - ZIS-10 (1934, versão de cavalo-mecânico do ZIS-5)
  - ZIS-11 (1934, versão de entre-eixos extra-longa do ZIS-5)
  - ZIS-12 (1934, versão de entre-eixos longo do ZIS-5)
  - ZIS-13 (1936, versão geradora de gás do ZIS-5)
  - ZIS-14 (1934, versão de entre-eixos longo do ZIS-5)
  - ZIS-21 (1939-1941, baseado no ZIS-5 mas alimentado por gás de madeira)
  - ZIS-22 (Meia-lagarta, 1939-1941, baseado no ZIS-5)
  - ZIS-30 (1940, versão multi-combustível do ZIS-5)
  - ZIS-32 (1941, Versão 4x4 do ZIS-5)
  - ZIS-33 (1940, meia-lagarta, baseado no ZIS-5)
  - ZIS-36 (1944, protótipo 6x6 do ZIS-5)
  - ZIS-41 (1940, versão simplificada do ZIS-21)
  - ZIS-42 (Meia-lagarta, 1942-1944, baseado no ZIS-5)
  - ZIS-50 (1946, re-motorização do ZIS-5)
- ZIS-15 (protótipo de substituição para o ZIS-5, 1938)
- ZIS-23 (protótipo três eixos baseada no ZIS-15)
- ZIS-24 (protótipo 4x4 baseada no ZIS-15)
- ZIS-43 (1944, versão armada do ZIS-42)
- ZIS-120N (1956, versão de cavalo-mecânico do ZIS-150)
- ZIS-121 (versão de cavalo-mecânico do ZIS-151)
- ZIS-128 (1954, protótipo para o ZIL-131)
- ZIS-E134 (1955, protótipo para um fora-de-estrada)
- ZIS-150 (1947)
- ZIS-151 (1948, versão de três eixos do ZIS-150)
- ZIS-153 (1952?, protótipo meia-lagarta baseado no ZIS-151)
- ZIS-156 (1947, versão geradora de gás do ZIS-150)
- ZIS-253 (protótipo)
- ZIS-585 (1949, versão de caminhão basculante do ZIS-150)
- ZIL-130 (1962, produção movida para a Ural Automóveis e Motores em 1994)
- ZIL-131 (1966, produção mais tarde movida para a Ural Automóveis e Motores)
- ZIL-132 (1960, protótipo para um fora-de-estrada)
- ZIL-133 (1975, versão de três eixos do ZIL-130)
- ZIL-134 (1957, protótipo para um fora-de-estrada)
- ZIL-135 (1959, protótipo para um fora-de-estrada) - mais tarde produzido pela BAZ
- ZIL-136 (1957, protótipo para um fora-de-estrada)
- ZIL-137 (1970, protótipo para um cavalo-mecânico fora-de-estrada baseado no ZIL-131) - produzido pela BAZ
- ZIL-138 (1975, versão LPG com chassis do ZIL-130)
- ZIL-157 (1958)
- ZIL-157R (1957, protótipo para um fora-de-estrada baseado no ZIL-157)
- ZIL-164 (1957, melhoria do ZIS-150)
- ZIL-164N (1957, versão cavalo-mecânico do ZIL-164)
- ZIL-165 (1958, protótipo para o ZIL-131)
- ZIL-166 (1957, versão geradora de gás do ZIL-164)
- ZIL-E-167 (1962?)
- ZIL-169G (protótipo para o ZIL-4331)
- ZIL-E169A (1964, protótipo com cabina sobre o motor)
- ZIL-170 (1969, protótipo para o KAMAZ-5320)
- ZIL-175 (1969, versão de dois eixos do ZIL-170, protótipo para a Kamaz)
- ZIL-485 (Veículo anfíbio baseado no ZIS-151)
- ZIL-553 (Caminhão betoneira baseado no ZIL-164)
- ZIL-555 (1964, caminhão basculante baseado no ZIL-130)
- ZIL-585 (1957, caminhão basculante baseado no ZIL-164)
- ZIL-2502 (caminhão basculante baseado no ZIL-5301)
- ZIL-3302 (1992, protótipo baseado no ZIL-119)
- ZIL-3906
- ZIL-4305 (1983, protótipo baseado no ZIL-4104)
- ZIL-4327 (2004?)
- ZIL-4331 (1986)
- ZIL-4334 (2004)
- ZIL-4514 (caminhão basculante baseado no ZIL-133)
- ZIL-4972
- ZIL-5301 "Bychok" ("Little Bull") (1996)
- ZIL-5901 (1970)
- ZIL-6404 (1996)
- ZIL-6309 (1999)
- ZIL-6409 (1999)
- ZIL-432720
- ZIL-432930 (2003)
- ZIL-433180 (2003)
- ZIL-436200 (2009)

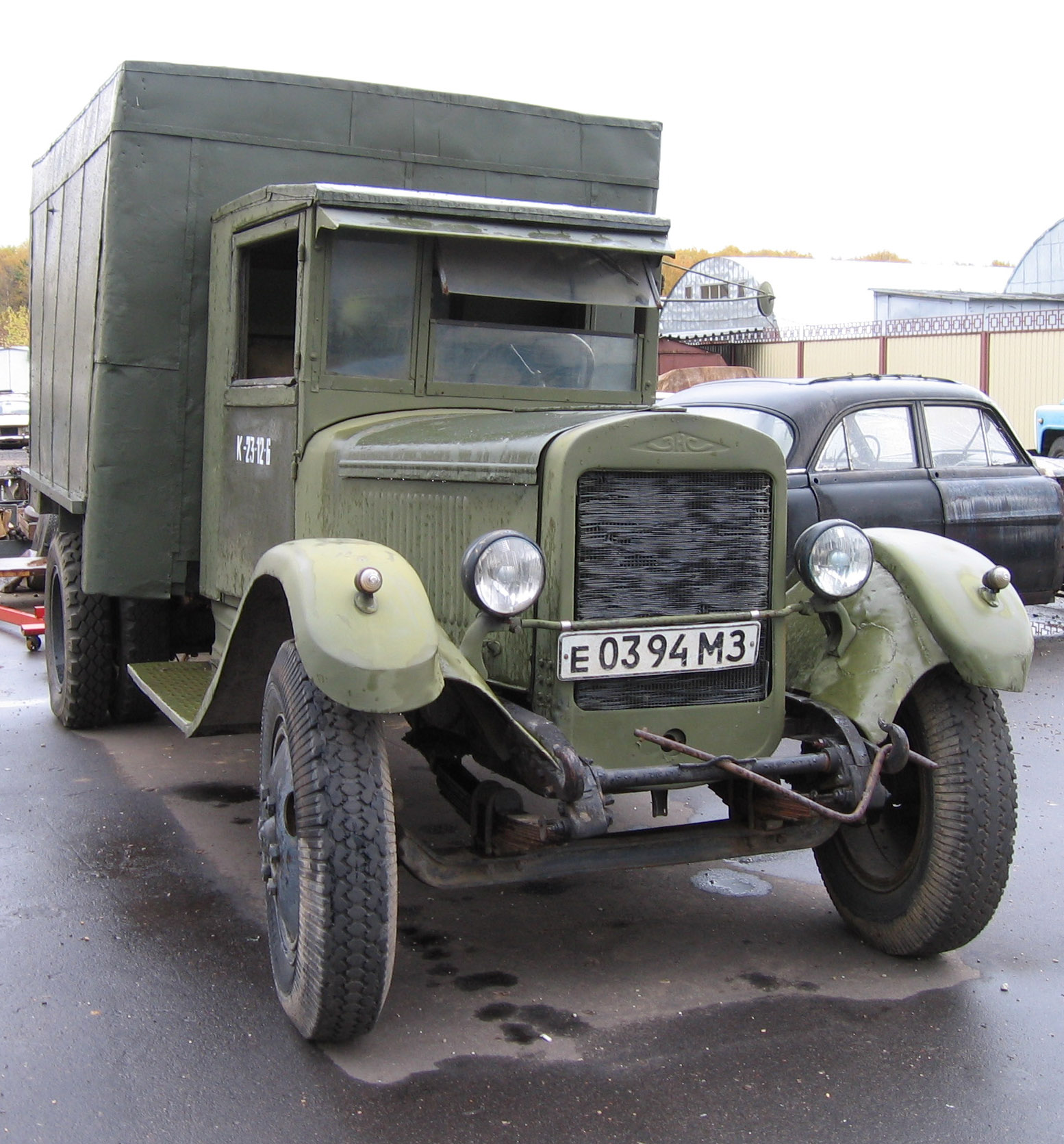
ZIS-5
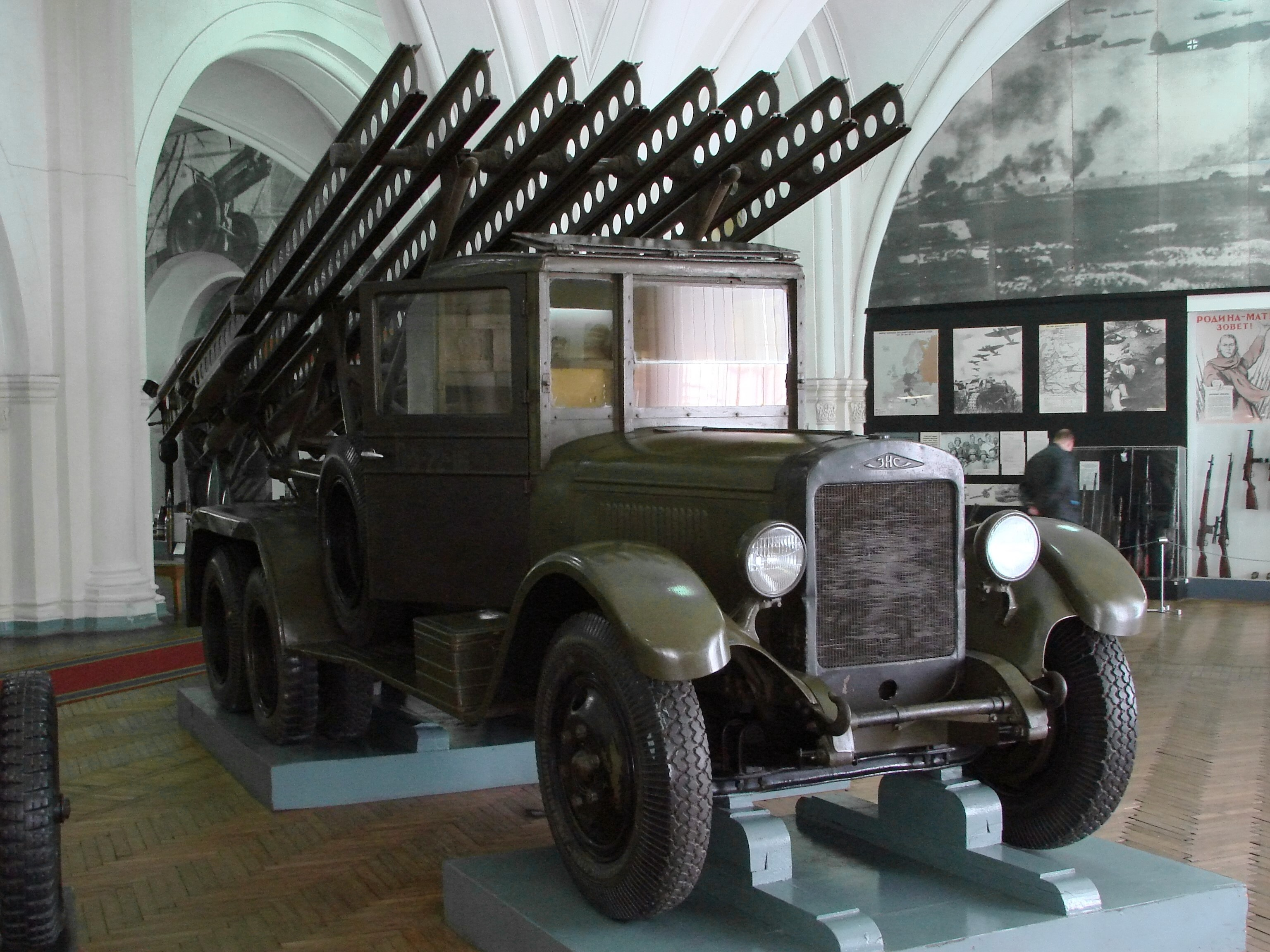
BM-13-16 em um ZIS-6 chassis
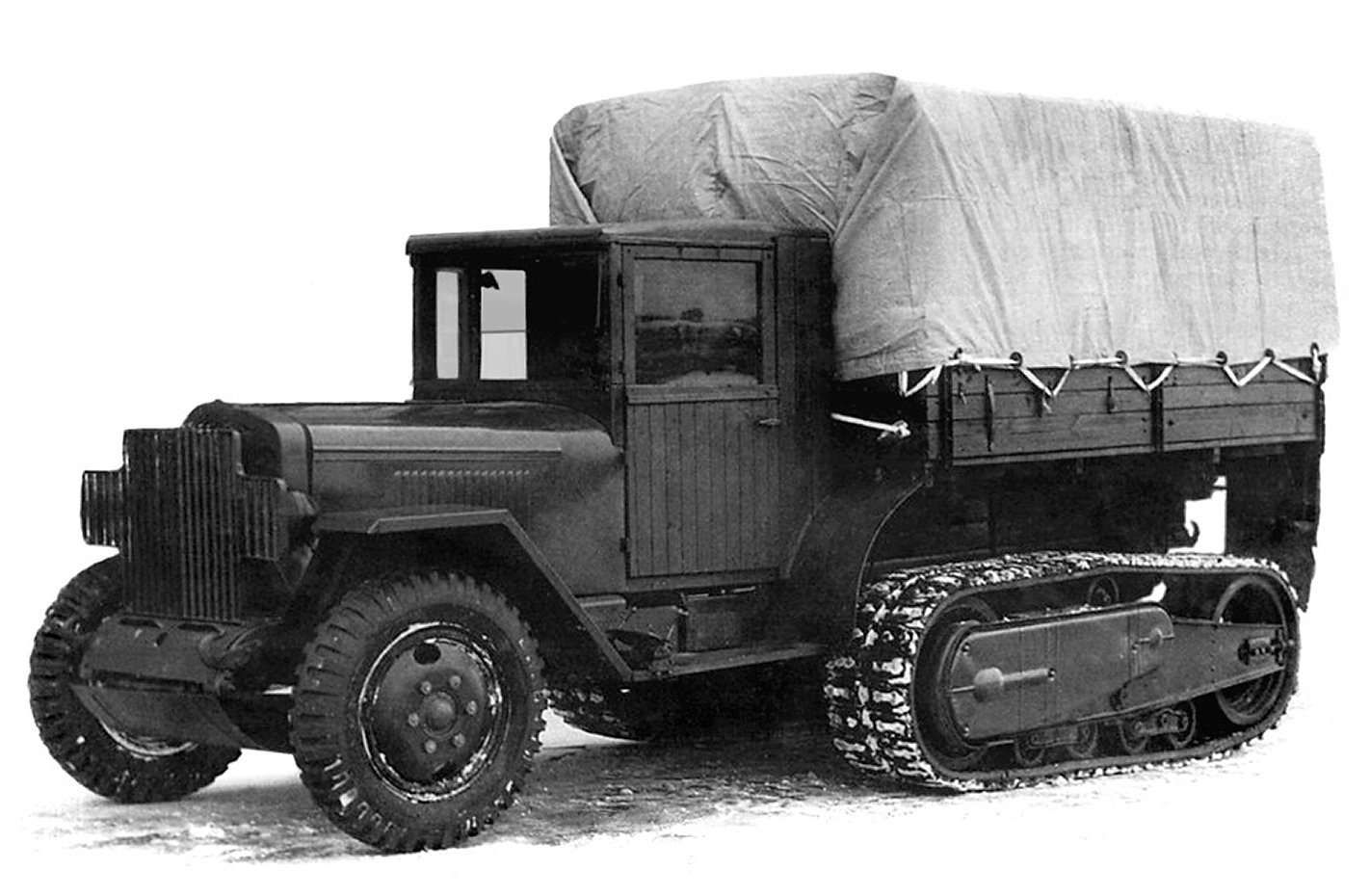
ZIS-42M
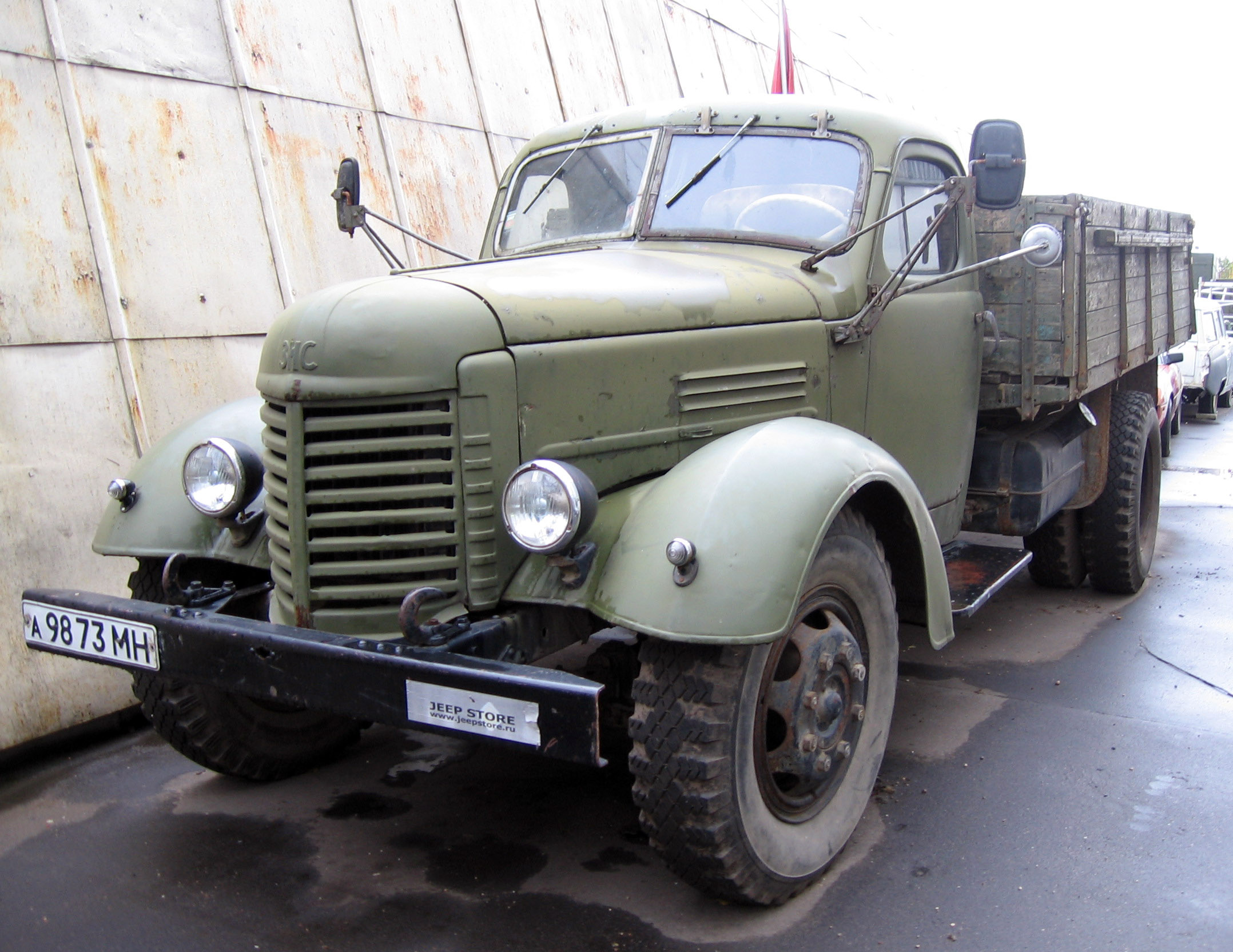
ZIS-150
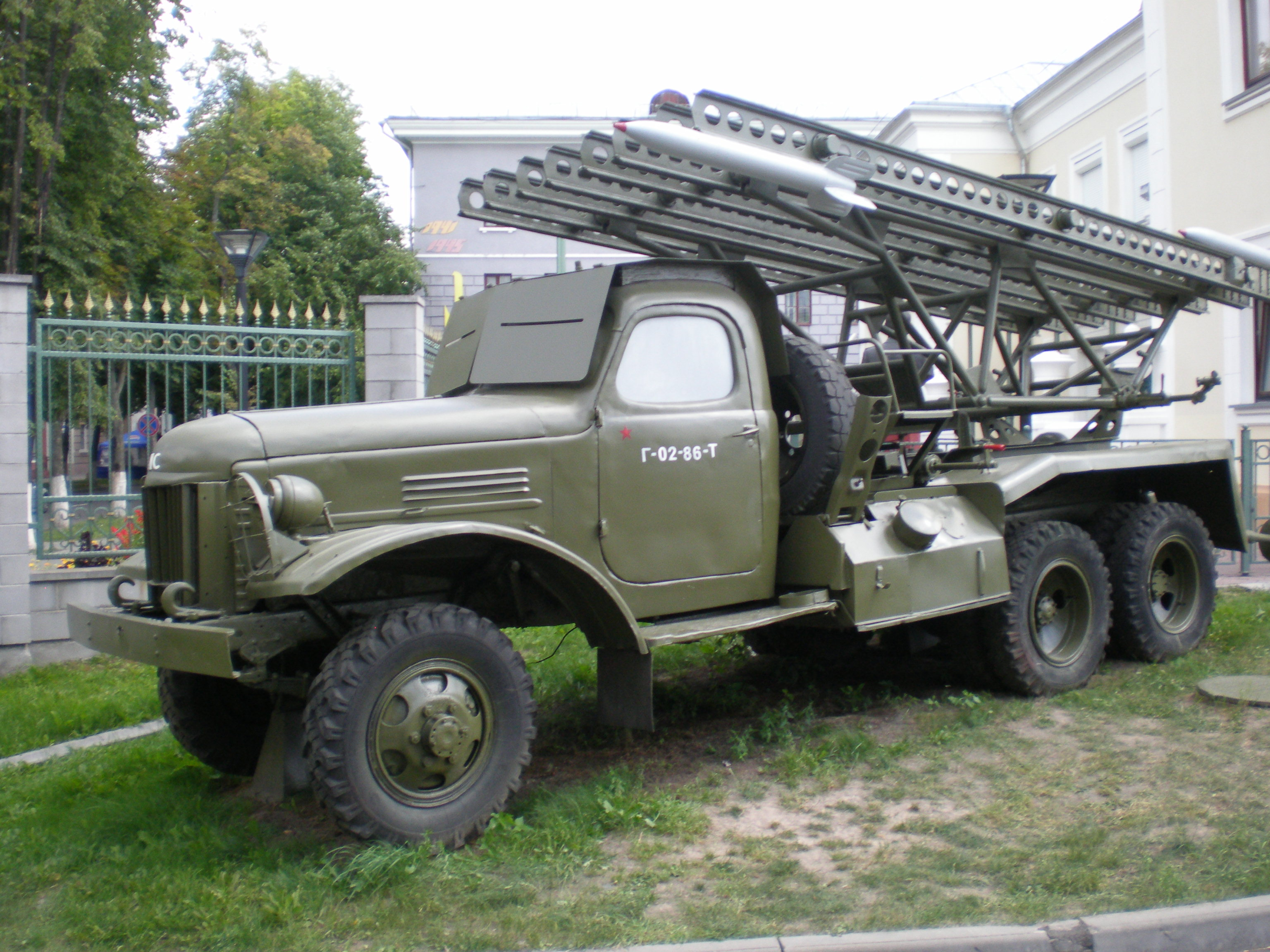
BM-13-16 em um ZIS-151
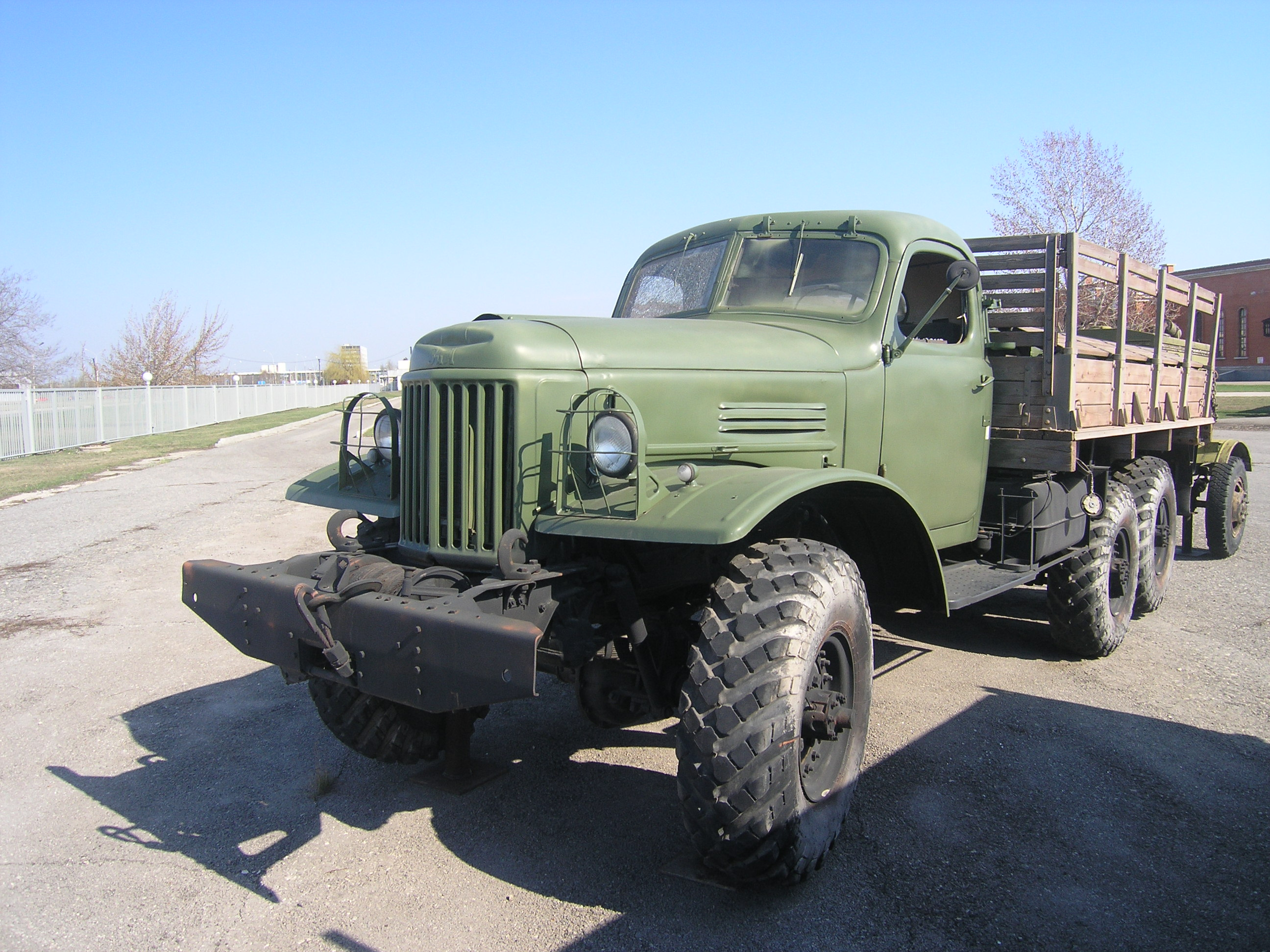
ZIL-157
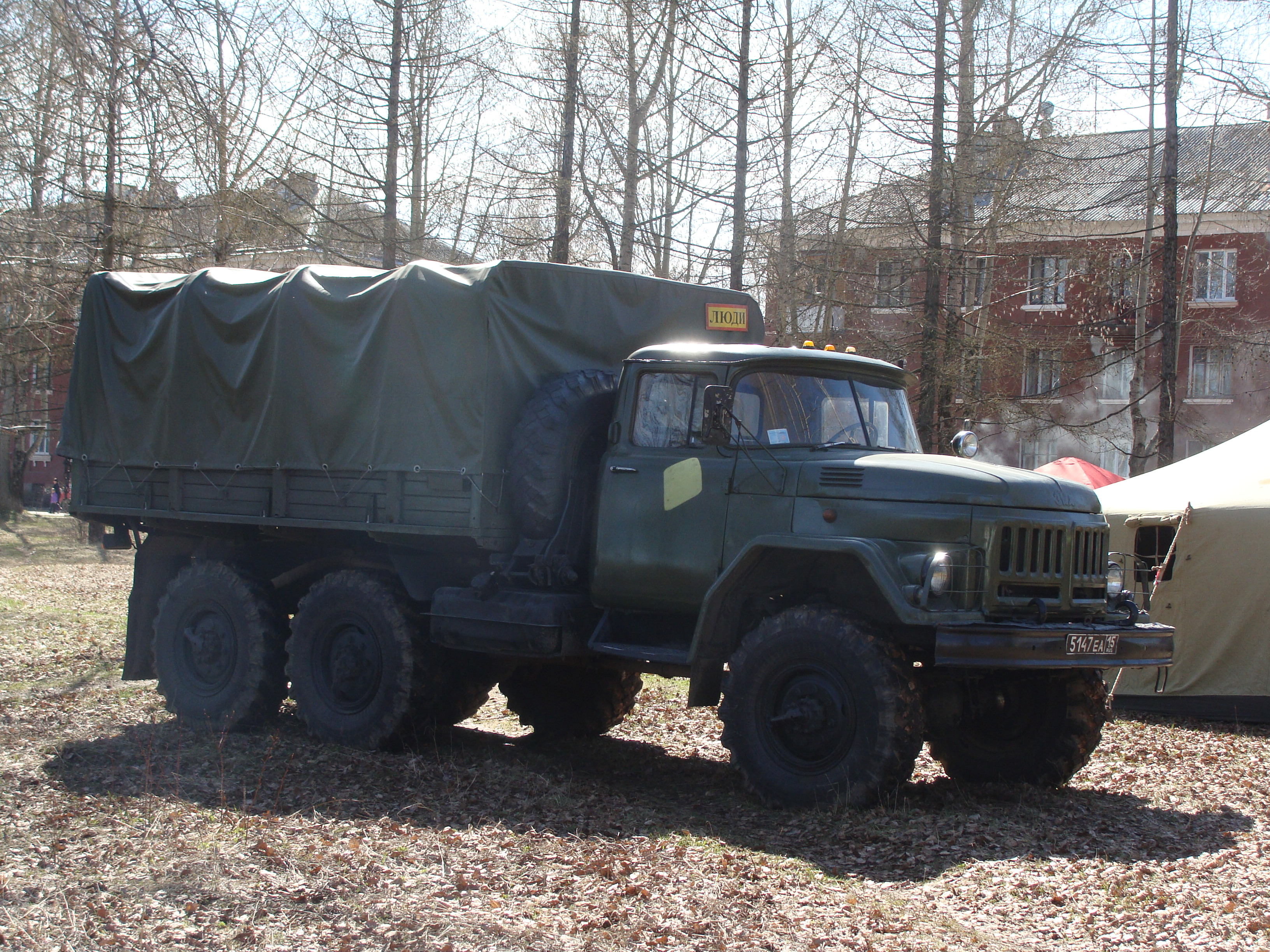
ZIL-131
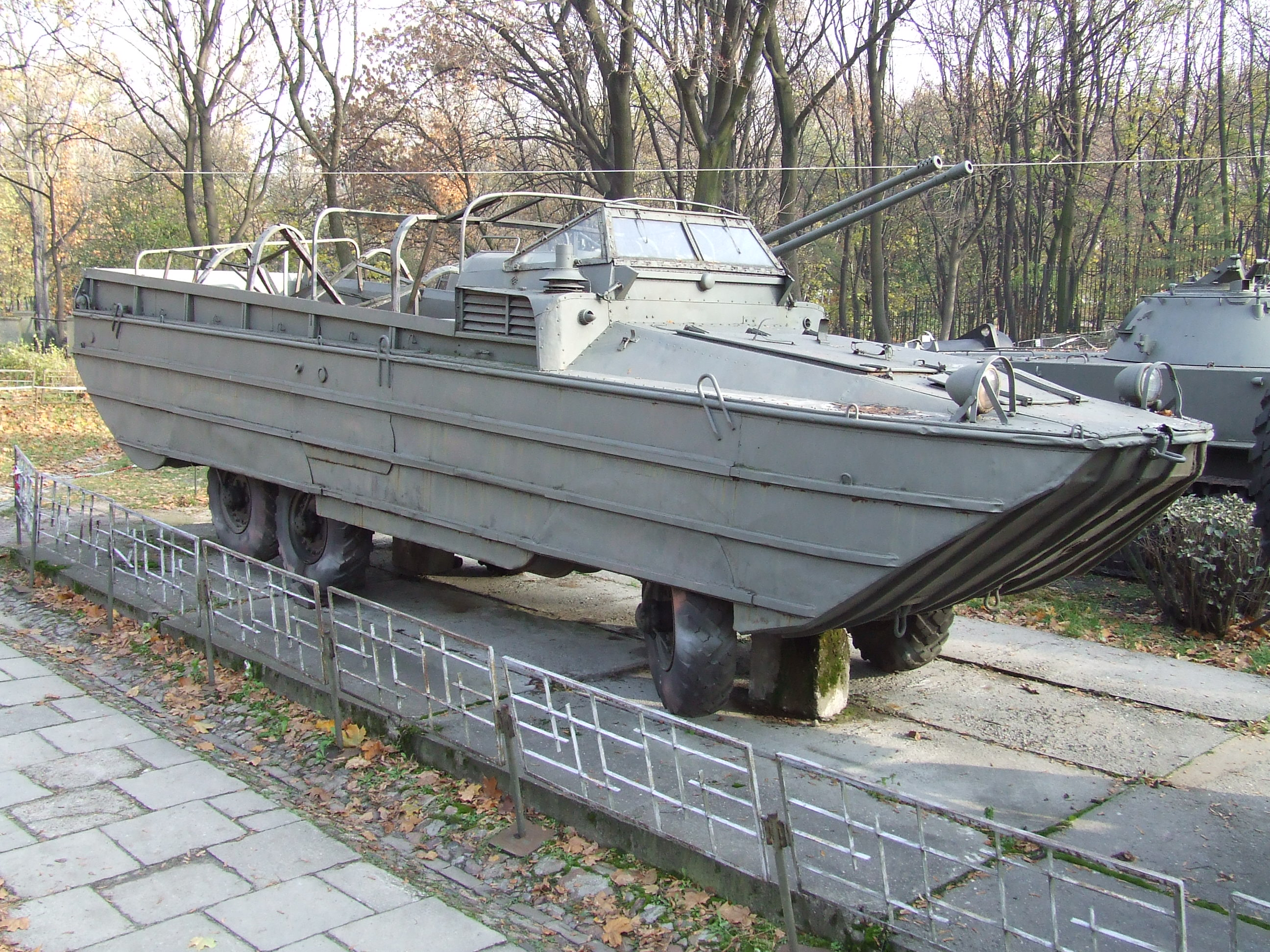
ZIL-485 BAV
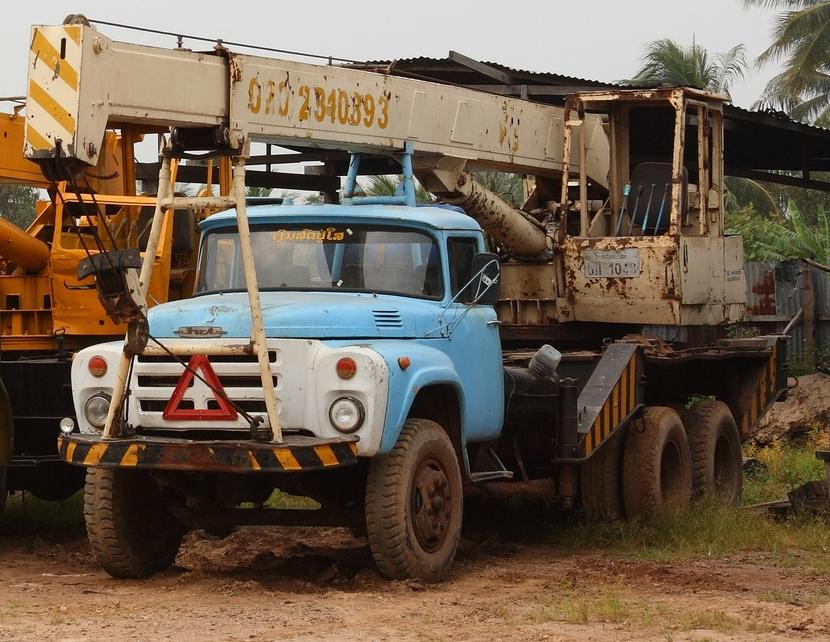
ZIL-133
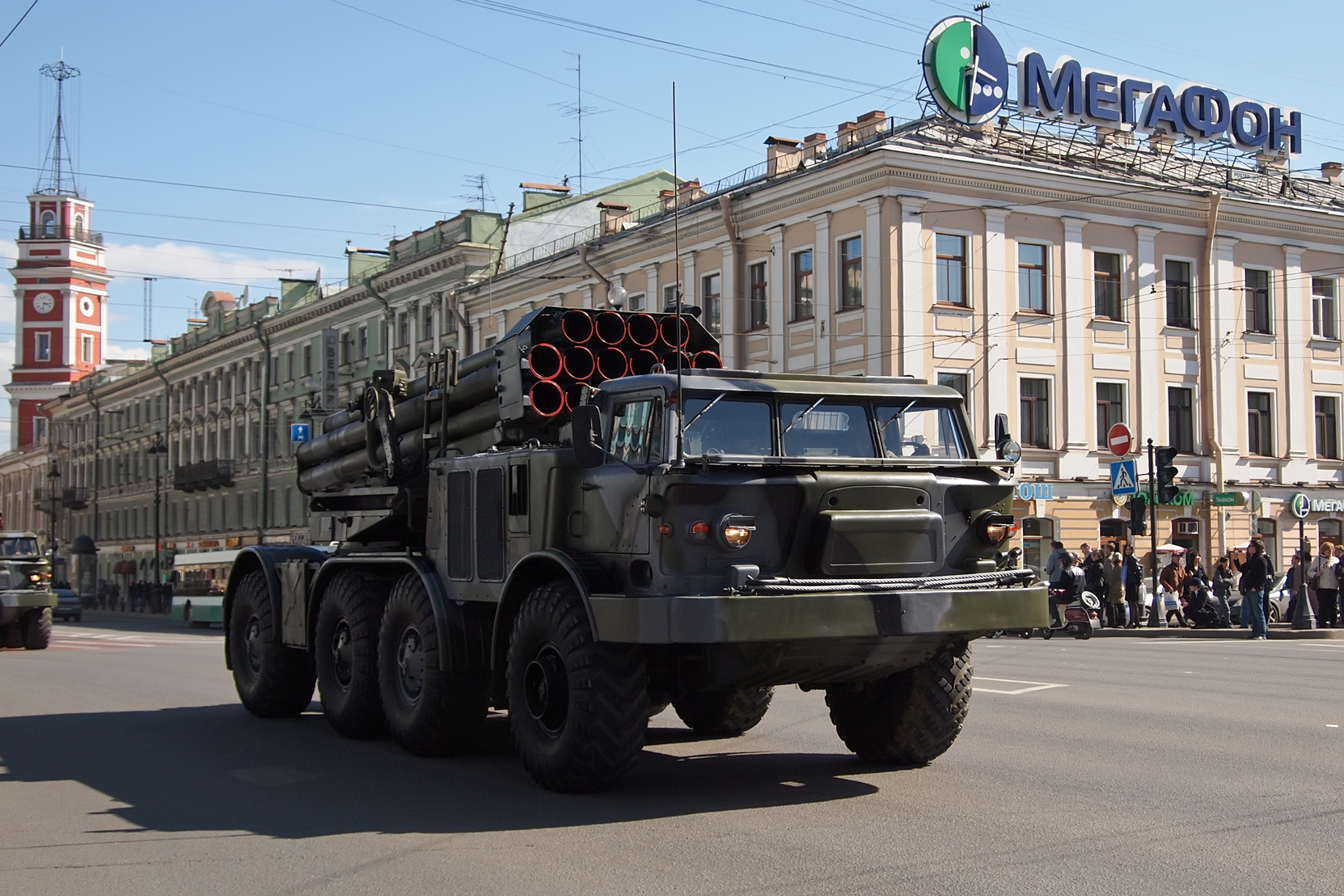
BM-27 Uragan em um ZIL-135

### Ônibus

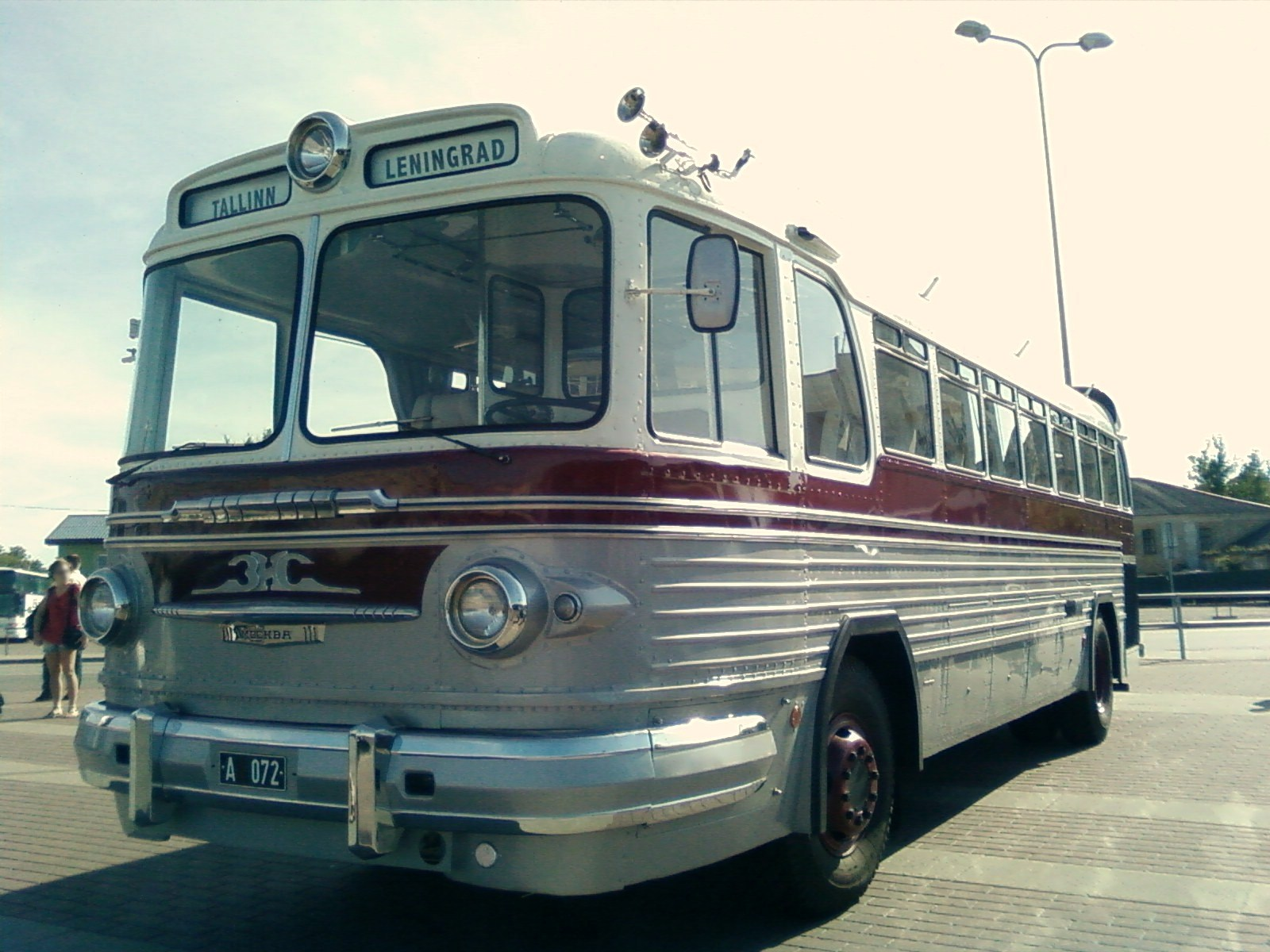
ônibus interurbano ZIS-127

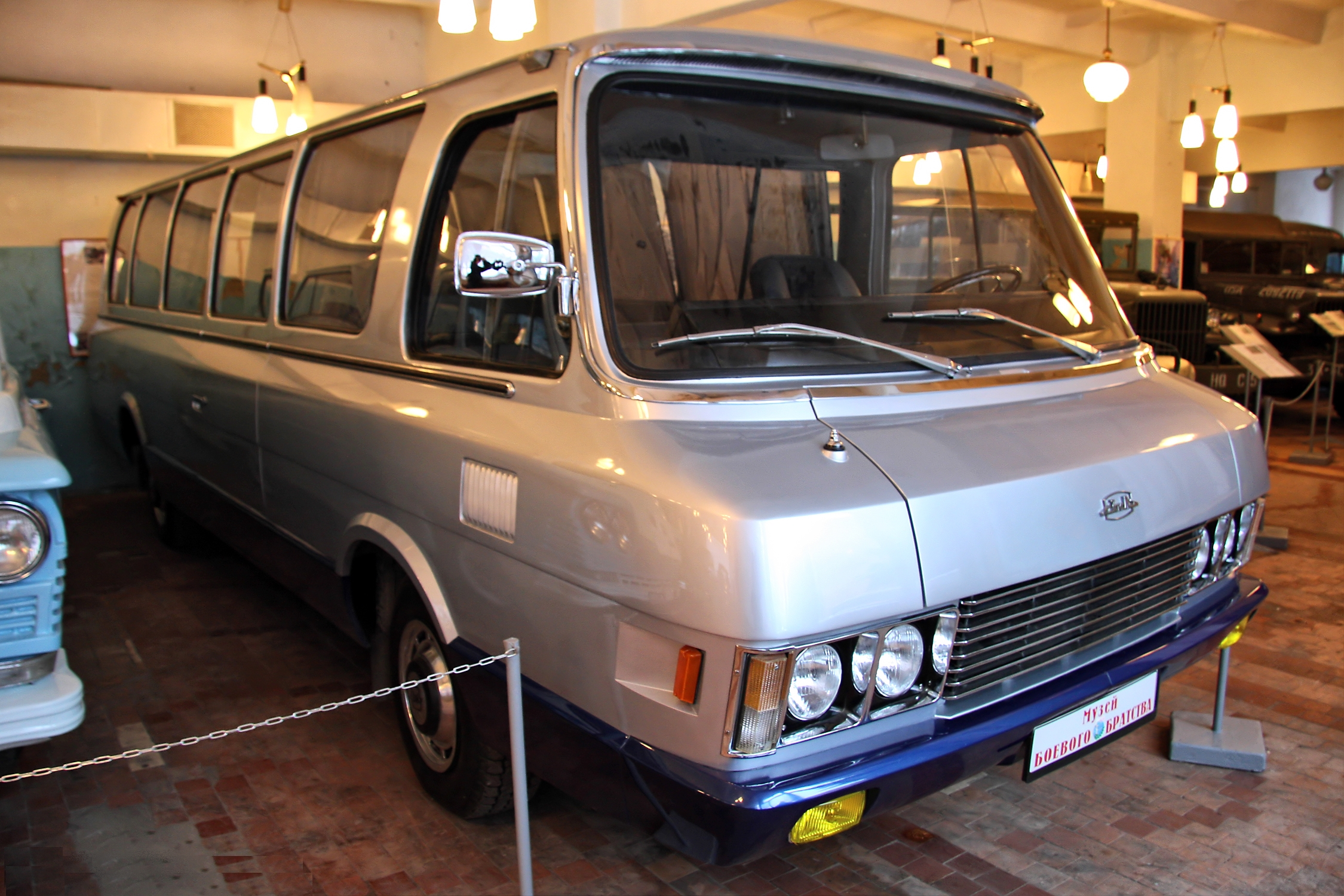
ZIL-119

- AKZ-1 (1947-1948, baseado no ZIS-150 truck)
- AMO-4 (1932-1934, baseado no AMO-3)
- ZIS-lux (protótipo, baseado no ZIS-6, 1934)
- ZIS-8 (1934-1938, baseado no ZIS-11)
- ZIS-16 (1938-1942, baseado no ZIS-5)
- ZIS-17 (protótipo, baseado no ZIS-15, 1939)
- ZIS-44 (baseado no the ZIS-5)
- ZIS-127 (1955-1961)
- ZIL-129 (versão de alcance curto do ZIS-127)
- ZIS-154 (1946–1950)
- ZIS-155 (1949–1957)
- ZIL-118 "Yunost" ("Juventude") (1962-1970, baseado no ZIL-111)
- ZIL-119 (1971-1994, baseado no ZIL-118; também chamado de ZIL-118K)
- ZIL-158 (1957-1959, baseado no ZIL-164)
- ZIL-159 (1959, protótipo para a LiAZ)
- ZIL-3207 (1991-1999, baseado no ZIL-41047)
- ZIL-3250 (1994–atual, baseado no ZIL-5301)

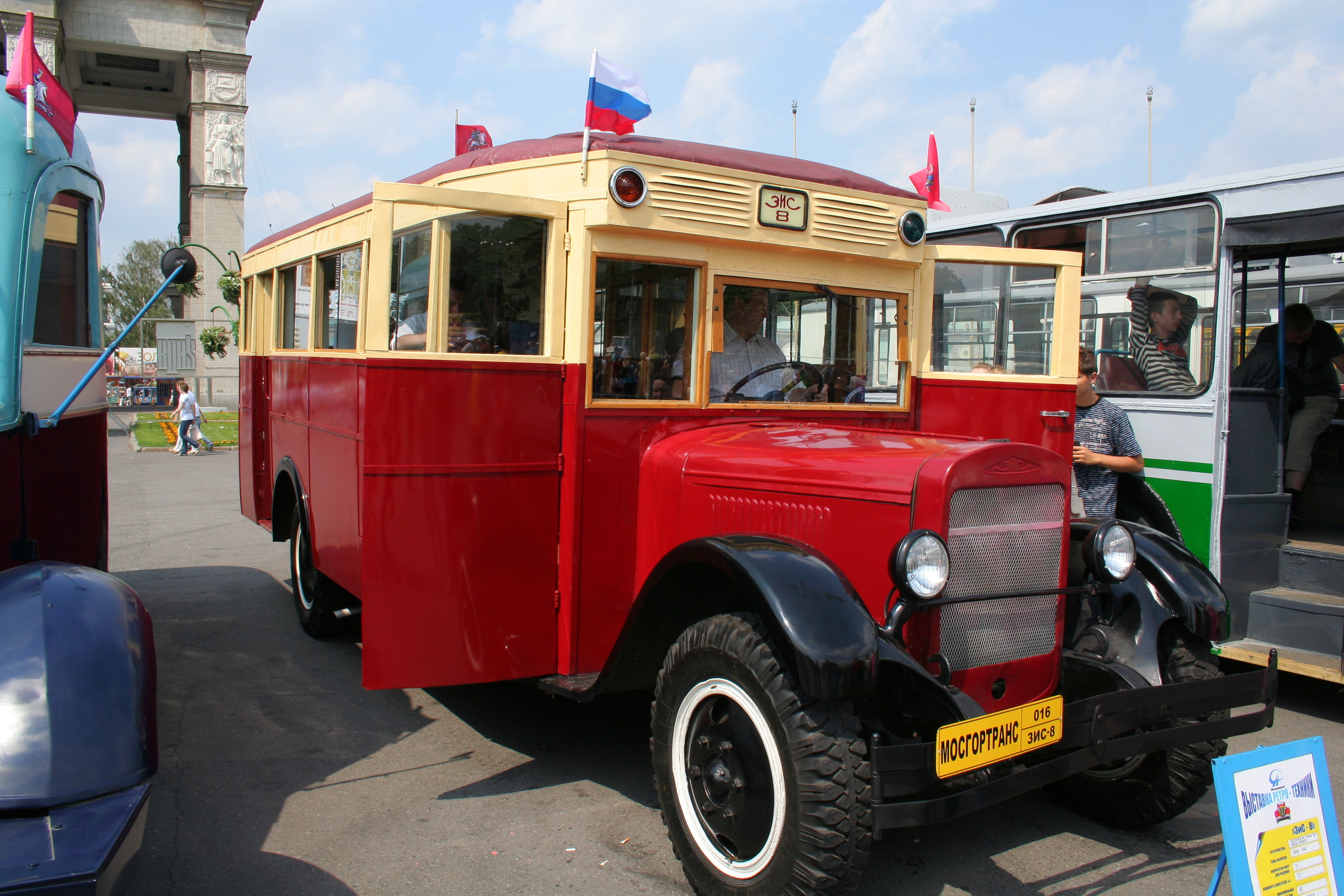
ZIS-8
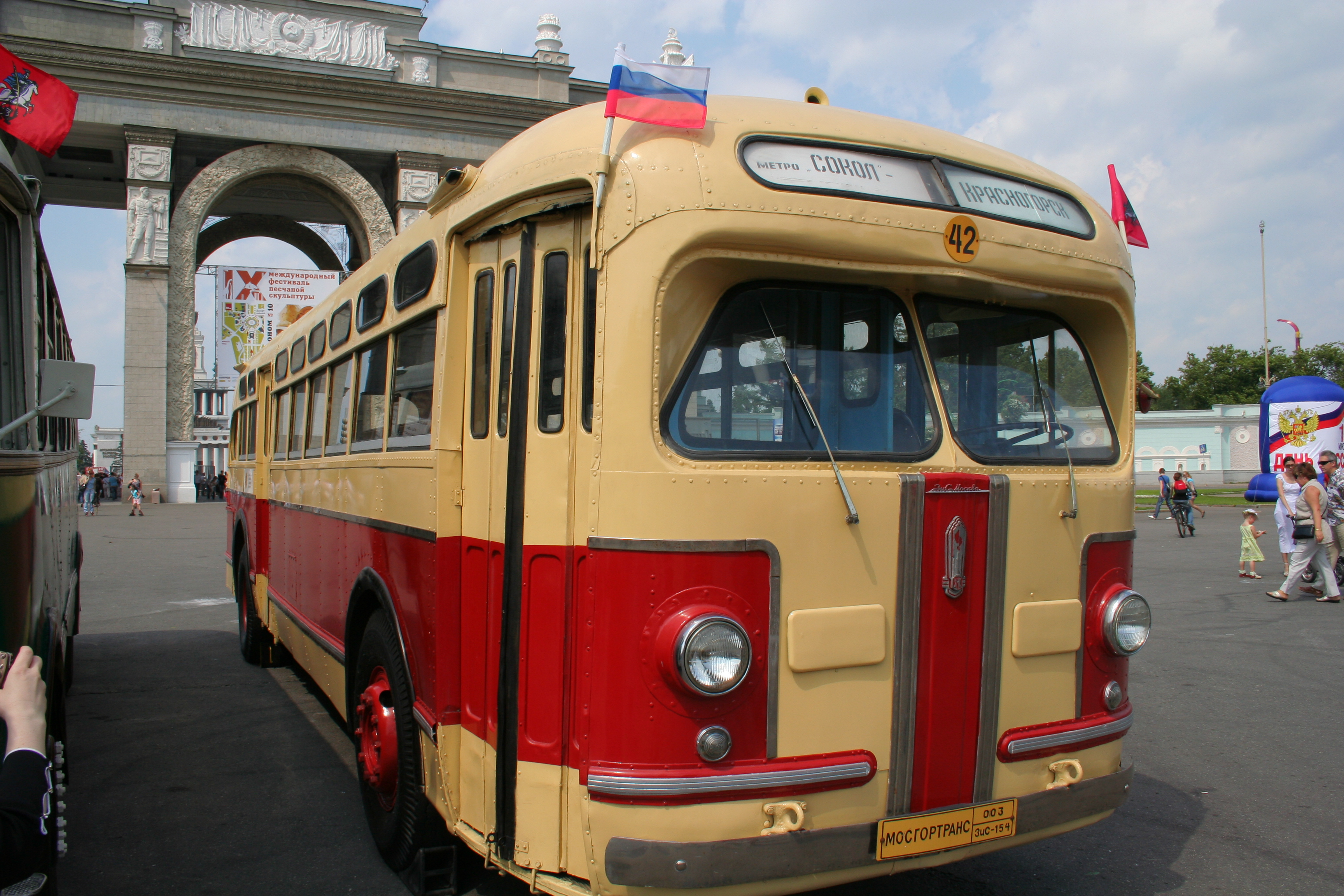
ZIS-154
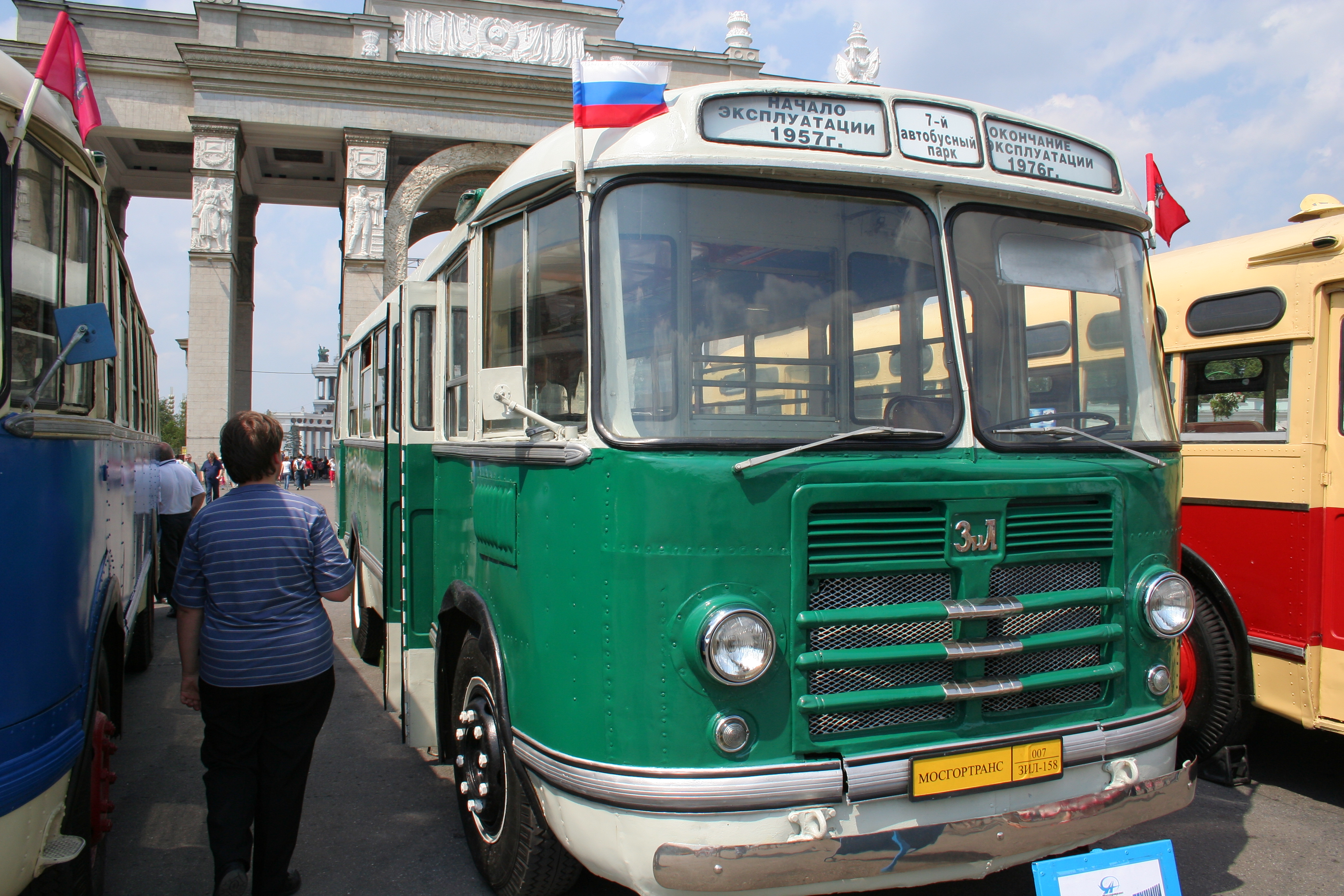
ZIL-158

### Esportivos e de corrida
- ZIS-101 Sport (1939)

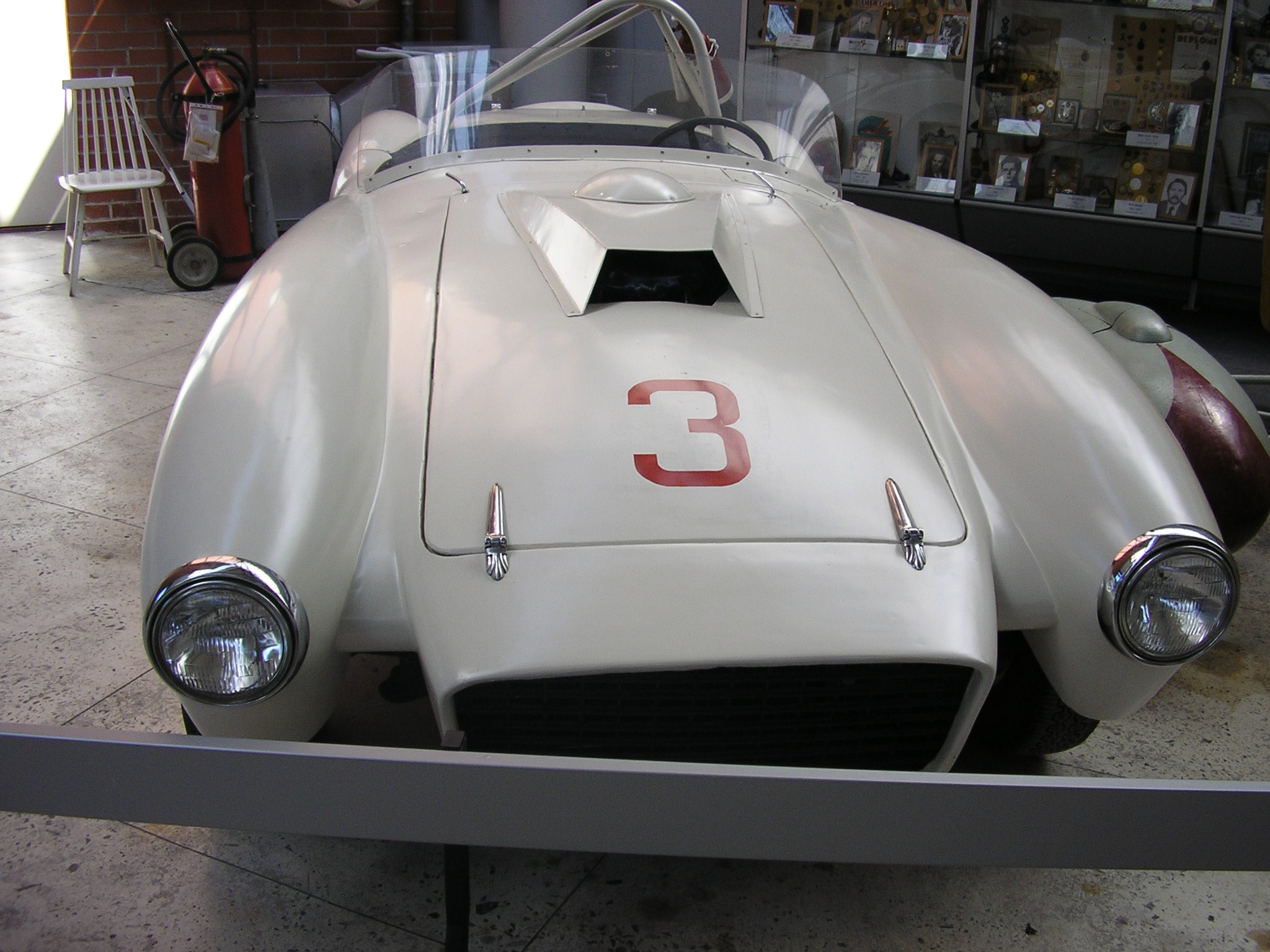
ZIS-112 Sports

- ZIS-112/1 (1951, baseado no ZIS-110)
- ZIS-112/2 (1956)
- ZIS-112/3 (1956)
- ZIL-112/4 (1957)
- ZIL-112/5 (1957, versão alongado do ZIL-112/4)
- ZIL-112 Sports (1961)
- ZIL-412 S (1962)

### Variados
- B3 - Veículo de transporte meia-lagarta.
- ZIS-152 - Veículo blindado de combate.
- PES-1 - Caminhão anfíbio. (1966)
- ZIL-PKU-1 - Meia-lagarta pneumática fora-de-estrada (1965)
- ZIL-SNH-1 - Anfíbio com tração por "rosca"
- ZIL-29061 - Anfíbio com tração por "rosca"
- ZIL-4904 - Anfíbio com tração por "rosca"
- ZIL-49042 - protótipo para o "Bluebird" (1973)
- ZIL-4906 (1975?) "Bluebird" veículo anfíbio de seis rodas, desenvolvido para transportar o ZIL-2906. Usado para resgatar as cápsulas da Soyuz.
- ZIL-49061 (1975?) Anfíbio de resgate, versão de passageiros do ZIL-4906. Usado para resgatar a tripulação da cápsula Soyuz.

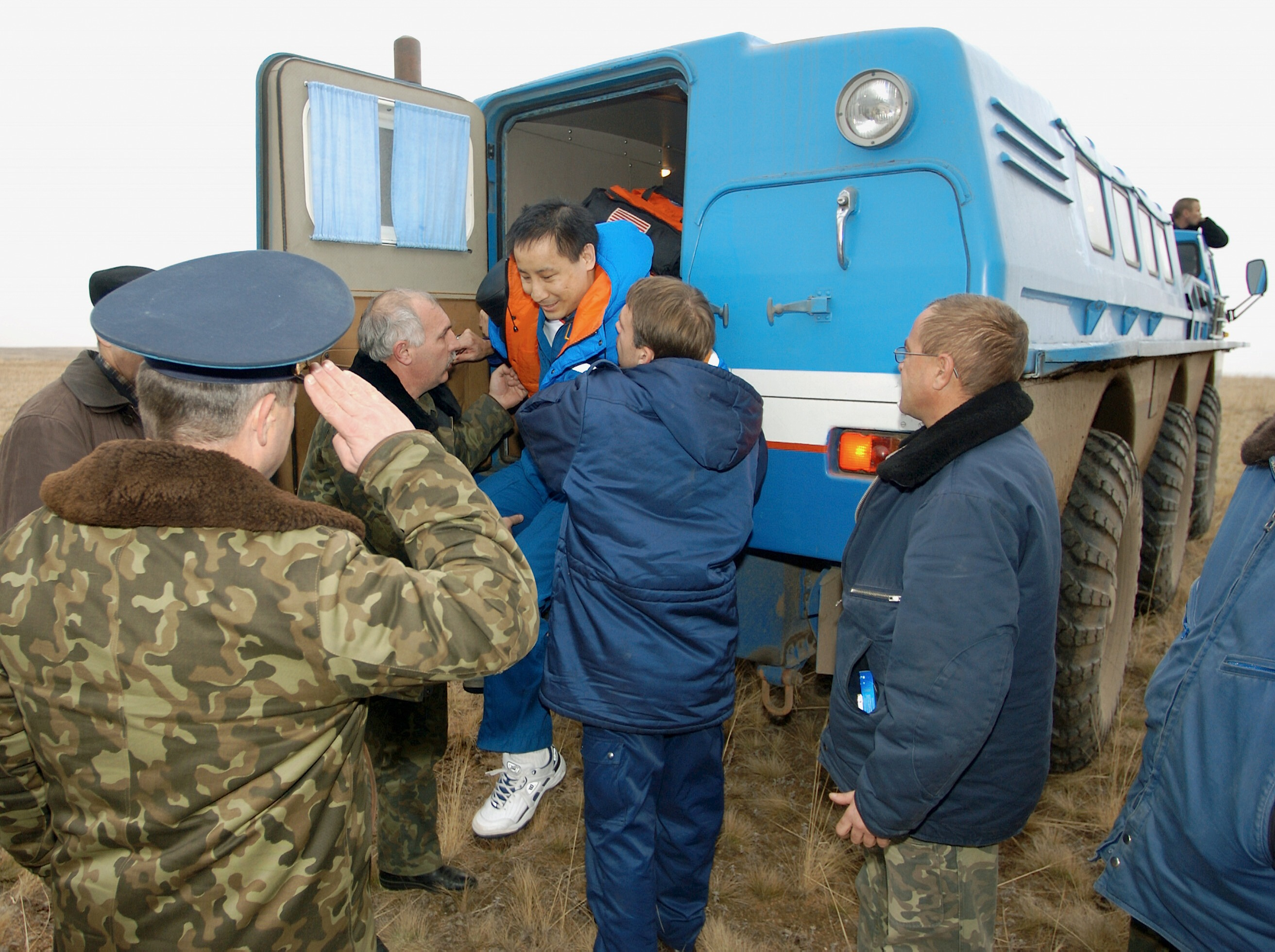
Astronauta Edward T. Lu, que aterrissou com a Soyuz TMA-2, está sendo resgatado com um veículo ZIL-49061.
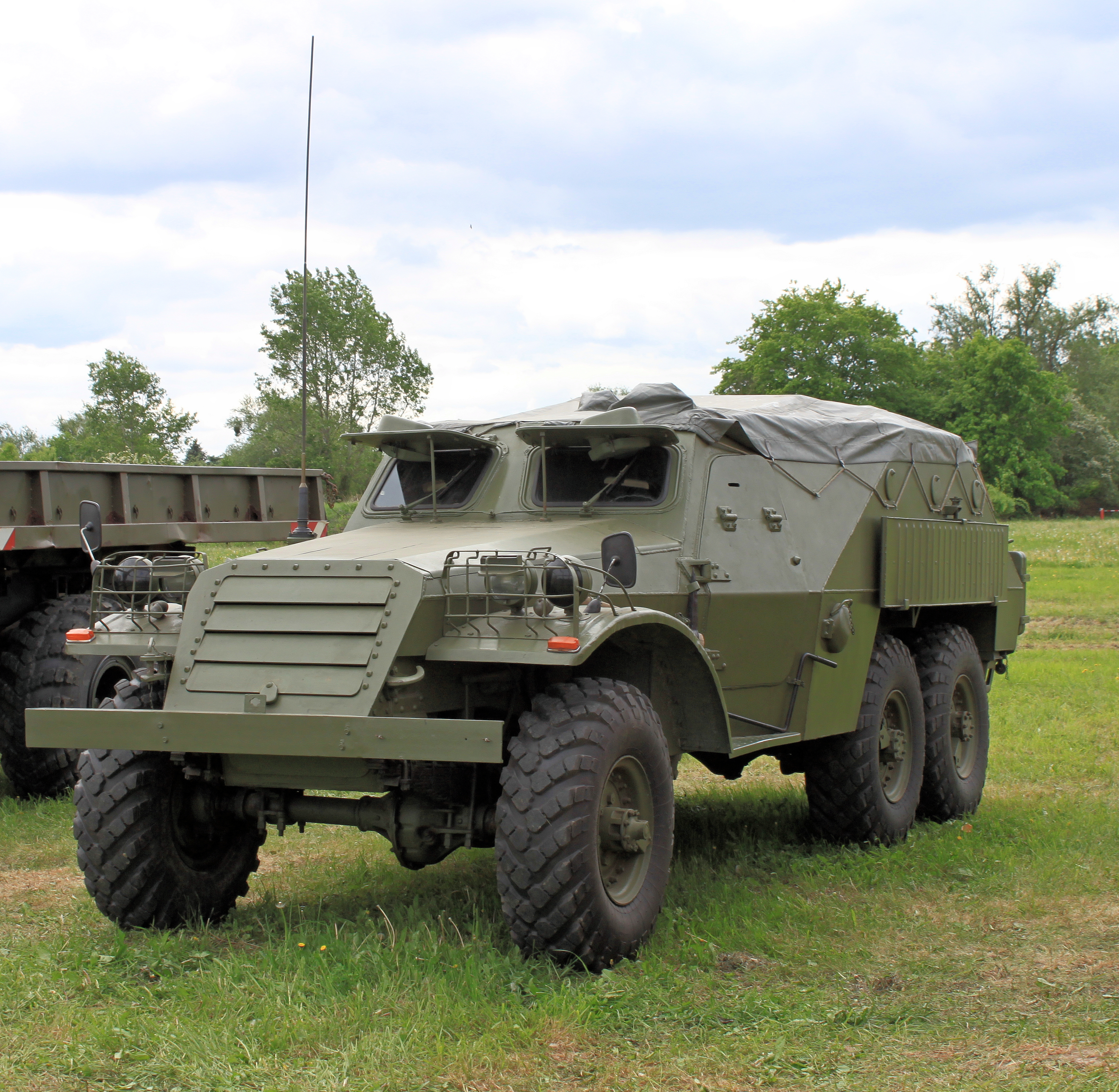
ZIS-152 ou BTR-152 da Alemanha Oriental.
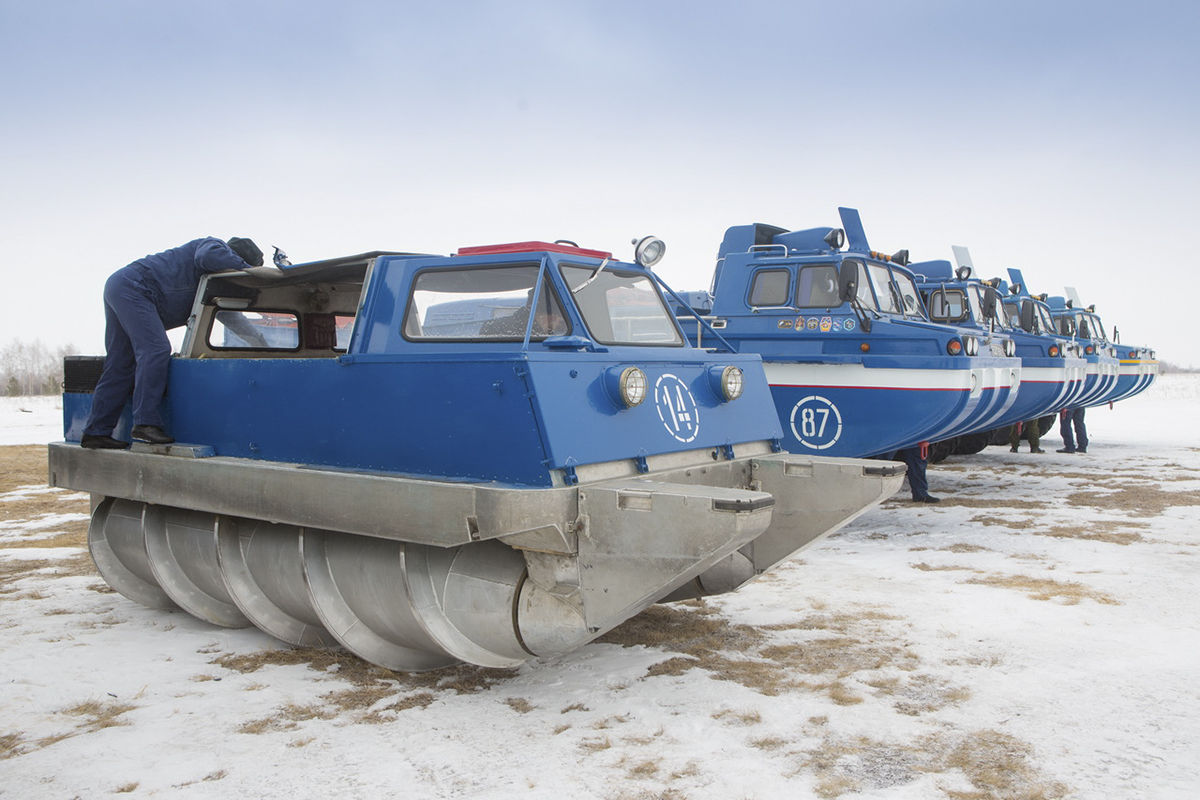
ZIL-29061 com tração por "rosca".
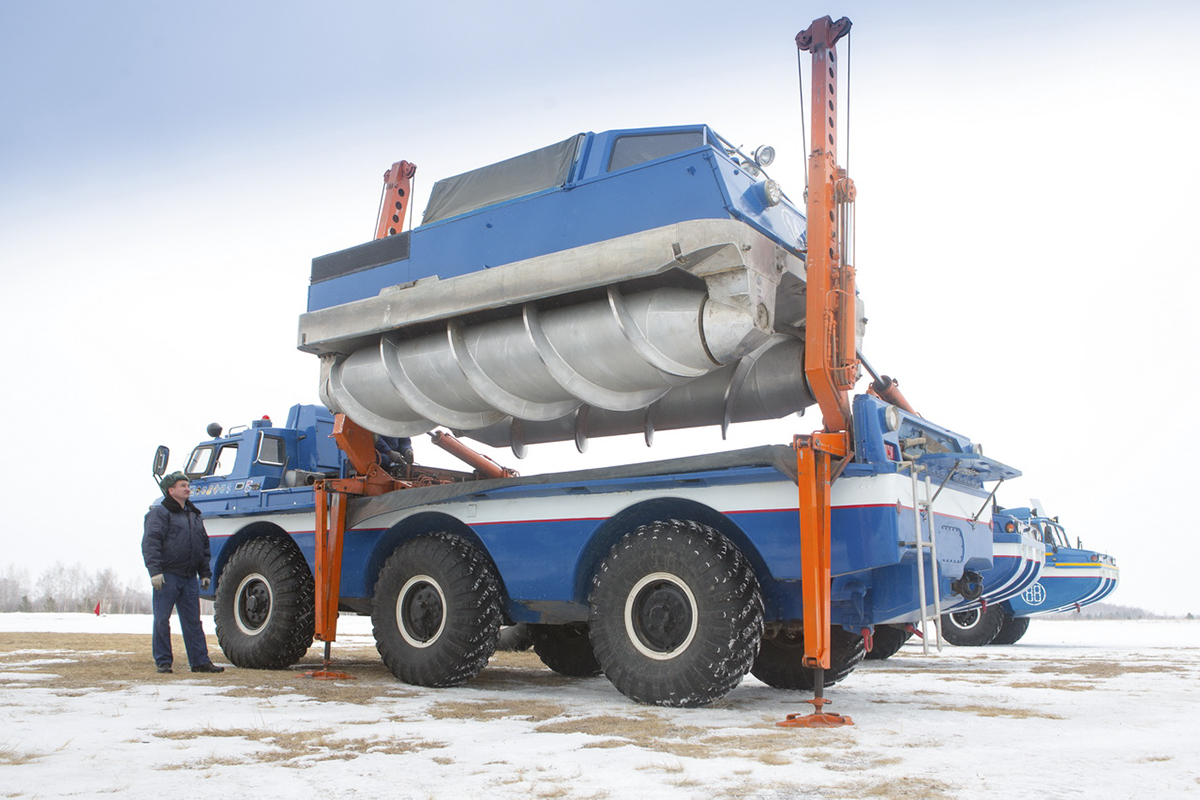
ZIL-4906 "Bluebird" descarregando um ZIL-29061 em exercício de tropas russas.